# Dario Argento
Pour les articles homonymes, voir Argento.
Dario Argento [ˈdaːrjo arˈd͡ʒɛnto], né le 7 septembre 1940 à Rome (royaume d'Italie), est un réalisateur, scénariste, monteur, acteur, metteur en scène et producteur de cinéma Italien.
Au fil d'une carrière qui s'étend sur plus de cinq décennies, son œuvre s'inscrit principalement dans les genres du giallo et de l'épouvante fantastique. Il est parfois consacré « il maestro del brivido »,,, le maître du frisson, et comme le cinéaste ayant le plus contribué à populariser le cinéma giallo au-delà des frontières italiennes. En raison de leur contenu violent, plusieurs de ses films ont été censurés ou interdits dans certains pays.
Fils d'un producteur de cinéma et d'une photographe professionnelle, il a évolué dans un milieu artistique dès son enfance. Au début de sa carrière, il a travaillé comme critique de cinéma pour divers journaux, puis comme scénariste pour des cinéastes tels que Sergio Leone, Francesco Prosperi, Tonino Cervi, Alfio Caltabiano et Armando Crispino, dans des genres tels que les westerns spaghetti, les films érotiques et les films de guerre. Il a notamment contribué au scénario d'Il était une fois dans l'Ouest (1968) pendant cette période.
Il réalise son premier long métrage en 1970 avec le film L'Oiseau au plumage de cristal qui, avec ses deux suites Le Chat à neuf queues et Quatre Mouches de velours gris, forme ce que l'on appelle sa « trilogie animalière ». Avec Les Frissons de l'angoisse (1975), il obtient la reconnaissance de la critique à l'international.
En 1977, il réalise Suspiria, l'un de ses films les plus reconnus et appréciés, et le premier volet de la « trilogie des trois mères », poursuivie avec Inferno (1980) et conclue avec La Troisième Mère (2007). Dans ces films-ci, il abandonne le giallo pour se tourner vers l'épouvante fantastique, un genre qu'il explore également dans d'autres de ses œuvres comme Phenomena (1985) et Le Fantôme de l'Opéra (1998). Après avoir réalisé des films bien accueillis par le public et la critique comme Ténèbres (1982), Terreur à l'opéra (1987) et Le Syndrome de Stendhal (1996), ses films n'ont pas éveillé la même attention dans les années 2000 et 2010, ce pourquoi cette période est considérée comme synonyme de son déclin commercial et artistique.
En tant que producteur et monteur, il a collaboré avec des cinéastes tels que George A. Romero, Lamberto Bava, Michele Soavi et Sergio Stivaletti. Son travail pour la télévision comprend des séries telles que La porta sul buio, Gli incubi di Dario Argento ou Les Maîtres de l'horreur, pour lesquelles il a travaillé comme producteur, scénariste et réalisateur. En tant qu'acteur, il fait de petites apparitions dans des films italiens, jusqu'en 2021, date à laquelle il est invité par Gaspar Noé à interpréter le partenaire de Françoise Lebrun dans son long métrage Vortex.
Parmi ses collaborateurs réguliers figurent son ex-compagne Daria Nicolodi et sa fille Asia — qui incarne la protagoniste de plusieurs de ses films les plus récents —, son père Salvatore et son frère Claudio — producteurs partiels de sa filmographie —, ainsi que le groupe de rock progressif Goblin, compositeur des bandes originales de ses films les plus célèbres. Des cinéastes tels que John Carpenter, Christophe Gans, Quentin Tarantino, Guillermo del Toro et Eli Roth ont exprimé leur admiration pour les œuvres d'Argento, qui ont été incluses dans les listes des meilleurs films d'horreur de l'histoire dans une variété de magazines et de sites web. Sa vaste carrière a également servi de référence pour la publication de plusieurs documentaires et livres biographiques.

## Biographie

### 1940-1965: Enfance et apprentissage
Argento est né à Rome le 7 septembre 1940, fils du critique et producteur de cinéma sicilien Salvatore Argento (1914–1987) et de la photographe de mode brésilienne d'origine italienne Elda Luxardo (1915–2013),, sœur du photographe Elio Luxardo (it). Sa mère dirigeait le studio photographique Luxardo, fondé par Alfredo et Margherita, les grands-parents maternels de Dario originaires de Santa Margherita Ligure, dans la province de Gênes, et de Mestre, sur la terraferma veneziana. Dans son autobiographie Paura, Argento se souvient : « Dans les années 1930 et 1940, les célébrités du théâtre et du cinéma, les champions sportifs, les intellectuels, les artistes et les mannequins rivalisaient pour être photographiés avec nous : avoir un portrait réalisé par le studio Luxardo était synonyme d'excellence ».

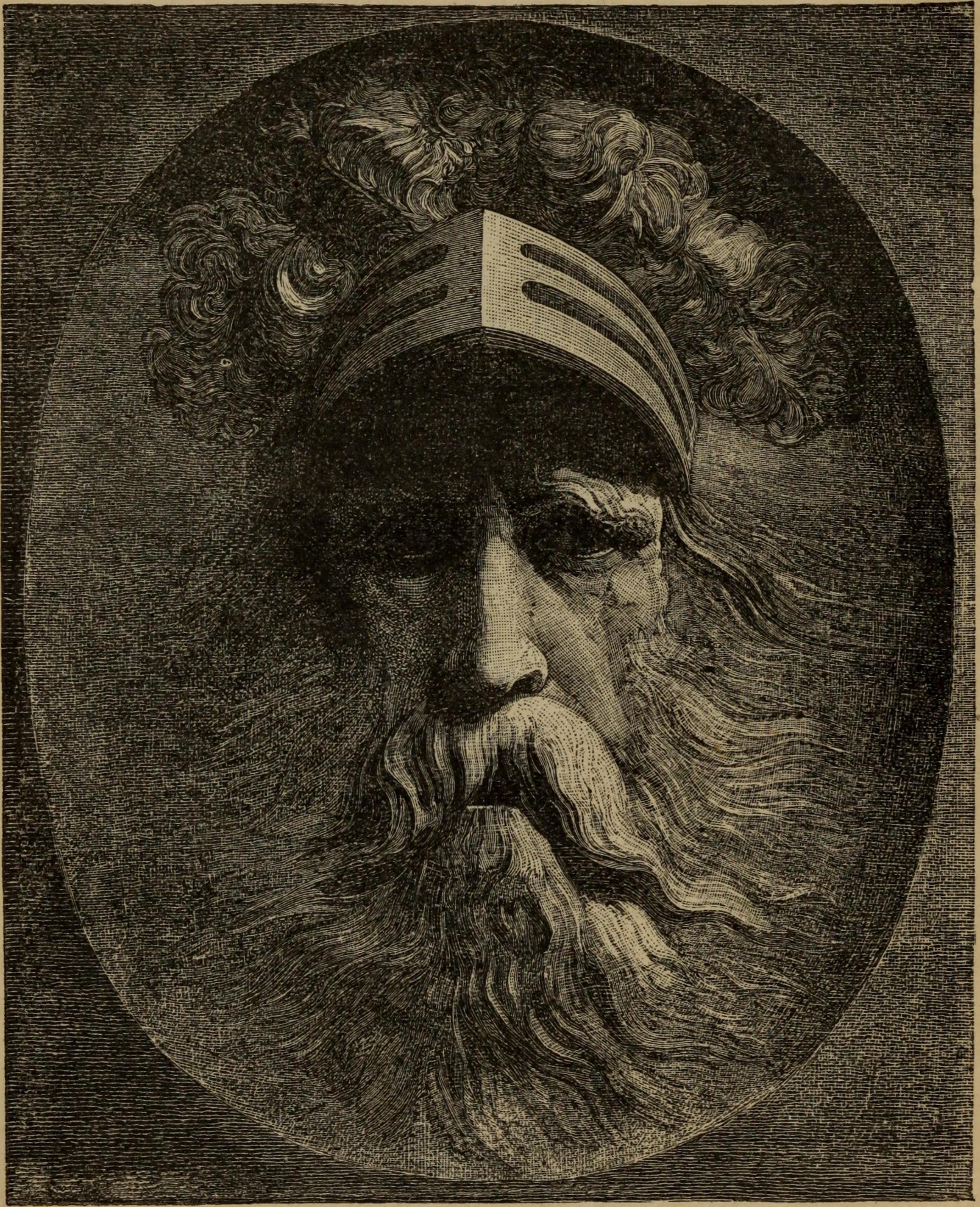
Après avoir assisté à l'apparition du Fantôme du père d'Hamlet dans un théâtre, Argento a développé une fascination pour l'horreur et le suspense.

Sa première expérience du théâtre remonte à l'âge de quatre ans : ses parents l'ont emmené dans un théâtre de Rome où l'on jouait Hamlet. Comme il le raconte dans son livre, lorsque le fantôme du père d'Hamlet est apparu, il a été si effrayé qu'il a commencé à souffrir de convulsions. C'est un facteur clé de son amour ultérieur pour l'horreur et le suspense : « Mes parents, un peu inconscients, ne pouvaient pas imaginer à quel point cette légèreté allait me marquer [...] De nombreuses fascinations sont nées ce jour-là. Personne ne le savait, même moi je n'en étais pas conscient, mais une graine avait été semée ».
Dans son enfance, il a développé un goût pour la lecture, bien qu'il l'ait fait en secret car, selon lui, à cette époque, la lecture était considérée comme « un passe-temps féminin ou quelque chose pour les frimeurs ». Il y avait beaucoup de livres chez lui, mais il s'intéressait surtout aux romans d'aventure. Le premier film d'épouvante qu'il a vu était Le Fantôme de l'Opéra (1943) d'Arthur Lubin, une expérience qui lui a donné « accès à un univers dont personne ne lui avait parlé et dont il ne soupçonnait pas l'existence. Un univers habité par des personnes défigurées, des monstres et des meurtriers vivant des amours impossibles ». Le recueil de nouvelles Histoires extraordinaires de l'écrivain américain Edgar Allan Poe a eu une forte influence sur le style qu'il a adopté plus tard en tant que cinéaste et scénariste.
Après avoir travaillé dans une imprimerie pendant quelques mois, il quitte la maison et le lycée à l'âge de seize ans pour s'installer à Paris. Pendant cette période, il fréquente assidûment la Cinémathèque française où il découvre des films invisibles en Italie, et il vit d'expédients (il est notamment plongeur dans un modeste restaurant de la capitale française). Il revient bientôt à Rome où, grâce à la recommandation de son père, il commence à travailler à dix-sept ans pour le journal L'Araldo dello Spettacolo, un média spécialisé dans le cinéma, la musique et le théâtre. Il y rédige des critiques de films. À peu près à la même époque, il devient rédacteur dans le quotidien régional Paese Sera, pour lequel il produit un bulletin hebdomadaire sur les statistiques de fréquentation et d'autres aspects de l'industrie cinématographique en Italie. Au fil du temps, il commence à acquérir un certain statut au sein du journal, et a même l'occasion d'interviewer des personnalités telles que John Huston, Fritz Lang, Pietro Germi, John Wayne et les Beatles. Dans le but de commencer une carrière de cinéaste, il passe un examen d'entrée au Centro sperimentale di cinematografia de Rome, mais sa candidature est rejetée. Argento reconnaît dans sa biographie que ce rejet a été un mal pour un bien, car ses films « auraient été trop fidèles à un certain formalisme » s'il avait été accepté dans cette institution.

### 1966-1970: Premières scénarisations etL'Oiseau au plumage de cristal
Lorsque son travail au Paese Sera lui laissait du temps libre, Argento écrivait des histoires dans l'espoir de les adapter sur grand écran. Grâce à l'intervention de son père, il a eu l'occasion d'assister à plusieurs séances de travail avec le scénariste Sergio Amidei, qu'il considère comme « un formidable camp d'entraînement ». En 1966, il commence à coécrire des scénarios de films de différents genres, comme Scusi, lei è favorevole o contrario? réalisé par Alberto Sordi, Requiem pour une canaille de Francesco Prosperi, Les héros ne meurent jamais de Maurizio Lucidi, Cinq Gâchettes d'or de Tonino Cervi, L'Enfer avant la mort d'Alfio Caltabiano, L'Enfer de la guerre d'Armando Crispino et La Révolution sexuelle de Riccardo Ghione. Après la sortie de Le Bon, la Brute et le Truand (1966), le cinéaste Sergio Leone, désireux de s'entourer de jeunes cinéphiles, fait appel à lui et à Bernardo Bertolucci pour écrire le scénario de son prochain film. Ils travaillent pendant six mois pour créer l'histoire d'Il était une fois dans l'Ouest, sorti en décembre 1968 et mettant en vedette Charles Bronson et Claudia Cardinale,.
Après avoir participé à l'écriture des scénarios d'Une corde, un Colt… de Robert Hossein et de Disons, un soir à dîner de Giuseppe Patroni Griffi (tous deux en 1969), il commence à écrire l'histoire de son premier film, L'Oiseau au plumage de cristal, d'après un cauchemar qu'il a fait pendant ses vacances en Tunisie ainsi qu'un roman de Fredric Brown, La Belle et la Bête (The Screaming Mimi). Il a ainsi développé l'intrigue d'un écrivain américain qui est témoin de la tentative de meurtre d'une femme pendant son séjour en Italie et qui décide d'entamer une enquête de son propre chef pour découvrir le meurtrier. Après avoir présenté sans succès le scénario aux dirigeants d'Euro International Film, Argento a demandé l'aide de son père, qui a décidé de créer la société de production anonyme SEDA Spettacoli (pour Salvatore E Dario Argento) pour couvrir une partie des frais de tournage. La société de production Titanus, appartenant à Goffredo Lombardo, a fourni le reste du budget. Le tournage a commencé en août 1969 à Rome et a duré six semaines, avec Tony Musante, Suzy Kendall et Eva Renzi dans les rôles principaux, et avec la participation du monteur Franco Fraticelli, du chef opérateur Vittorio Storaro et du compositeur Ennio Morricone. Dans le même temps naît Fiore, la première fille du réalisateur et de la restauratrice d'art Marisa Casale.
Malgré quelques contretemps pendant le tournage — comme la méfiance de Lombardo envers l'inexpérience d'Argento et les frictions constantes du réalisateur avec Musante — le film sort en février 1970 et reçoit un accueil glacial à Milan et à Turin. Toutefois, grâce au bouche-à-oreille, il a obtenu un plus grand impact dans d'autres villes comme Naples et Florence. Au total, le film enregistre 4,2 millions d'entrées et rapporte 1,4 milliard de lires, ce qui en fait le 17e film au palmarès de la saison 1969-1970. Philippe Paul dans DVDclassik dit du film qu'il « marque une date dans l’histoire du cinéma italien. Inspiré par les films précurseurs de Mario Bava, Dario Argento lance un genre à lui tout seul tout en en définissant le mètre étalon. Esthétique, personnage ou construction scénaristique, tout est inventé dans ce film en atteignant déjà un niveau de qualité presque inégalable ».

### 1971:Le Chat à neuf queuesetQuatre Mouches de velours gris

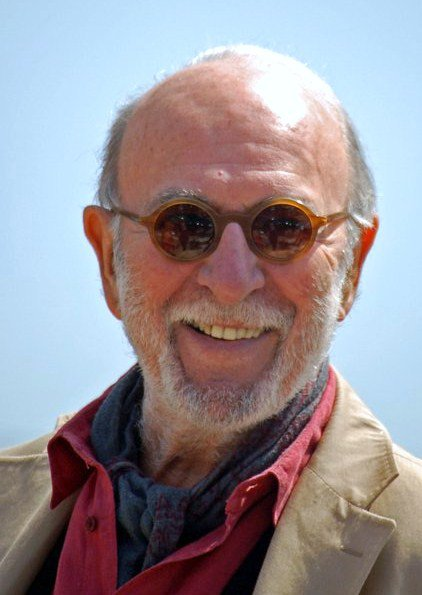
L'acteur français Jean-Pierre Marielle tient le rôle du détective privé Gianni Arrosio dans Quatre Mouches de velours gris.

Grâce au bon accueil de L'Oiseau aux plumage de cristal aux États-Unis, National General Pictures s'intéresse à la production d'un nouveau film d'Argento, qui commence à travailler sur Le Chat à neuf queues — titre inspiré du roman Griffes de velours (Cat of Many Tails) d'Ellery Queen — avec la collaboration des scénaristes Dardano Sacchetti et Luigi Cozzi ; l'histoire consiste en un aveugle qui commence à enquêter sur une série de meurtres avec l'aide d'une femme journaliste. Salvatore Argento se rend aux États-Unis et choisit les acteurs James Franciscus, Catherine Spaak et Karl Malden pour jouer les rôles principaux. Une fois de plus, Ennio Morricone fournit la musique et Franco Fraticelli se charge du montage. Tourné entre septembre et octobre 1970 à Turin, Berlin et Rome, Le Chat à neuf queues est sorti en Italie le 11 février 1971.
Bien qu'il ait dépassé son prédécesseur en termes de billetterie — avec 6,5 millions d'entrées totalisant 2,4 milliards de lires de recettes, le film est 8e du box-office Italie 1970-1971 et reste le plus grand succès du réalisateur à ce jour dans les salles italiennes —, Argento a déclaré dans sa biographie que c'était le film qu'il aimait le moins dans son catalogue : « Peut-être est-ce parce que j'ai essayé de le rendre différent, ou peut-être parce que — bien que j'aie suivi le modèle du film noir français — l'atmosphère du roman policier américain a pris le dessus à un moment donné ». Cependant, le film est remarquable pour être le premier à présenter des techniques de mises en scène qui deviendront sa marque de fabrique, tels que les gros plans des yeux, les appels téléphoniques anonymes et les gants noirs portés par le tueur.
Pour Quatre Mouches de velours gris, son film suivant, il a fait appel aux acteurs américains Michael Brandon et Mimsy Farmer, qu'il a choisis après avoir apprécié leurs prestations dans respectivement Lune de miel aux orties (1970) et More (1969), ainsi qu'à l'italien Bud Spencer (« Carlo Pedersoli » de son vrai nom), au français Jean-Pierre Marielle et à la québécoise Francine Racette. Avec l'aide de Luigi Cozzi et de Mario Foglietti, il écrit le scénario d'un musicien de rock qui assassine accidentellement un homme et se fait ensuite harceler par un témoin du crime. C'est de nouveau Morricone qui se charge de la bande originale. Sorti en décembre 1971 en Italie, le film reçoit des critiques moins enthousiastes que ses deux œuvres précédentes. Dans les salles, il enregistre 5,5 millions d'entrées pour 2,2 milliards de lires de recettes, ce qui le place 12e du box-office Italie 1971-1972. Quatre Mouches de velours gris représente la clôture de la « trilogie animalière », nom donné aux trois premiers films d'Argento, tous considérés comme des œuvres importantes dans la popularisation du cinéma giallo au début des années 1970.

### 1972-1975:La porte sul buio,Cinq Jours à MilanetLes Frissons de l'angoisse

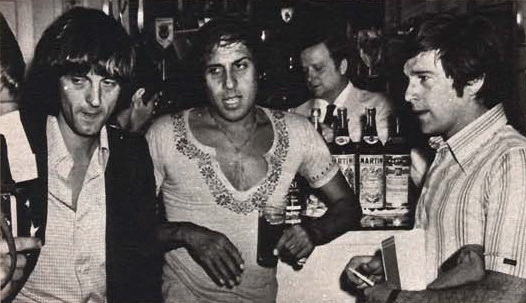
Dario Argento, Adriano Celentano et Enzo Cerusico sur le tournage de Cinq Jours à Milan.

Après avoir tourné Quatre Mouches de velours gris, le cinéaste a décidé de prendre des vacances en raison de l'expérience épuisante du tournage de ses premiers films. Dans sa biographie, il déclare qu'il a même envisagé d'abandonner la réalisation : « En moins de deux ans, j'avais réalisé trois films ; d'une part, ma célébrité avait pris des proportions démesurées, d'autre part, ma vie privée avait été pulvérisée. Si être réalisateur signifiait cela, j'étais prêt à arrêter ». Après s'être reposé, il propose en 1972 à la chaîne Rai de réaliser quatre épisodes pour la télévision, inspirés de la série Alfred Hitchcock présente. Il a envoyé les scénarios à la chaîne, mais a dû atténuer la violence de certaines scènes pour qu'elles puissent être diffusées. Dans la série, intitulée La porta sul buio, il a réalisé le deuxième épisode (Il tram) et coréalisé le quatrième avec Luigi Cozzi (Testimone oculare), tout en faisant une courte introduction au début de chaque épisode. Selon le réalisateur, cette expérience à la télévision nationale a encore accru sa popularité en Italie.
Décidant d'abandonner la réalisation pour se consacrer exclusivement au développement de scénarios et à la production de films, il commence à travailler sur une histoire basée sur les Cinq journées de Milan, une révolte organisée par le peuple de la capitale lombarde contre l'occupation autrichienne en 1848. Intitulé Cinq Jours à Milan, le film devait initialement être réalisé par Nanni Loy, mais celui-ci décide d'abandonner le projet assez rapidement. Lorsque ce dernier a renoncé, Ugo Tognazzi — qui jouait initialement le rôle du protagoniste — a posé comme condition à son maintien dans la distribution que le film soit réalisé par Dario Argento. Parmi les interprètes figurent Adriano Celentano (qui remplace finalement Tognazzi) et Enzo Cerusico. La pression de Celentano et les conseils de son père convainquent Argento de revenir derrière la caméra. Tourné principalement en extérieur à Pavie et sorti en décembre 1973 en Italie, le film est présenté par Argento et le scénariste Nanni Balestrini comme un film de critique sociale et politique. Même s'il est visionné par 2,6 millions de spectateurs dans les salles, il reçoit un accueil critique plutôt négatif,. C'est d'ailleurs le seul film d'Argento à ce jour à s'éloigner de ses thèmes de prédilection que sont le suspense ou l'épouvante. Sur le site Sentieri Selvaggi, Cinq Jours à Milan est estimé être « une œuvre insolite dans la filmographie du réalisateur romain [dans laquelle] il a décidé d'exploiter le filon ottocentesco popolare [film historique sur le XIXe siècle] en vogue à l'époque ».
Après cet échec relatif, il décide de revenir à ses racines et demande au romancier Bernardino Zapponi d'écrire avec lui l'histoire d'un pianiste britannique qui assiste au meurtre d'un médium et enquête sur l'événement avec la collaboration d'un jeune journaliste. Dans un premier temps, il annonce que le film s'appellera Le Tigre aux dents de sabre (La tigre dai denti a sciabola), dans la lignée de sa récente trilogie animalière, mais il décide finalement de l'appeler Les Frissons de l'angoisse (Profondo rosso). Pour le rôle masculin, il avait pensé à Lino Capolicchio, mais en raison d'un accident de voiture, l'acteur italien n'était plus disponible, et c'est donc David Hemmings qui a été choisi pour jouer le pianiste. Pendant ce temps, Daria Nicolodi est auditionnée en 1974 et embauchée pour incarner la journaliste Gianna Brezzi. Elle et Argento développe une liaison pendant l'année 1974 et Daria tombe enceinte d'Asia Argento à la fin du tournage.

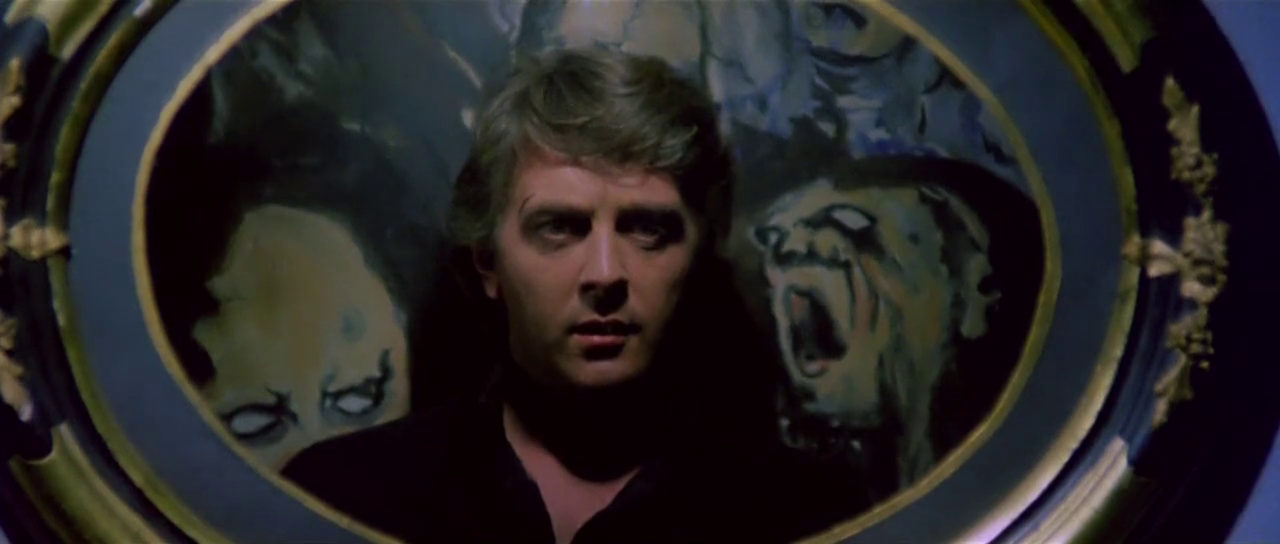
David Hemmings, déjà tête d'affiche dans Blow-Up (1966) de Michelangelo Antonioni, est l'acteur principal des Frissons de l'angoisse (1975).

Le tournage a eu lieu à Turin, Rome et Pérouse, et a duré seize semaines du 9 septembre 1974 au 19 décembre 1974. Le film est sorti à Milan et à Rome le 7 mars 1975 et fait carton plein dans les salles italiennes, se plaçant 9e du box-office Italie 1974-1975 avec 5 720 467 entrées pour des recettes de 3,7 milliards de lires. Plusieurs critiques ont établi un parallèle entre Les Frissons de l'angoisse et Blow-Up (1966) de Michelangelo Antonioni, dont il reprend le thème et la structure. Alors que le film n'a reçu que des critiques mitigées à sa sortie, son succès public durable a conduit plusieurs critiques à réévaluer le film rétrospectivement. Jean-François Rauger écrit en 2004 dans Le Monde qu'il « peut être considéré comme l'un des films phares du cinéma d'épouvante moderne. Son importance apparaît aujourd'hui d'autant plus évidente que le film avait été mal vu lors de sa sortie dans les salles françaises ». Giovanni Grazini a notamment écrit au Il Corriere della Sera : « Si l'ambition extrême de Dario Argento est de rendre aux amateurs de ses spectacles la joie de tressaillir à chaque craquement, de regarder sous le lit et de doubler la dose de tranquillisant, le "terroriste" du cinéma italien peut être heureux. En fait, cela faisait longtemps qu'un film ne nous avait pas pris aux tripes de la sorte et n'avait pas peuplé notre sommeil de cauchemars aussi barbares » Toujours parmi les publications anthologiques, Morando Morandini, à l'époque critique pour le journal Il Giorno, définit Les Frissons de l'angoisse dans son Dizionario dei film de 1999 comme un « giallo de transition entre la première phase parahitchcockienne d'Argento et la phase visionnaire et occultiste de Suspiria, Inferno, etc ». Le cadre scénique et l'hyperbole des objets prend de l'importance. Le réalisateur voulait utiliser la musique de Pink Floyd et de Deep Purple pour la bande-son, mais il a finalement opté pour un jeune groupe de rock progressif italien, Goblin, avec lequel il retravaillera régulièrement tout au long de sa carrière.

### 1976-1979:Suspiriaet premiers projets avec George A. Romero
Après avoir reçu la médaille d'or du meilleur réalisateur au Festival du film de Sitges en 1976 pour son travail sur Les Frissons de l'angoisse, Argento a imaginé l'histoire de son prochain film après avoir lu le roman Mine-Haha de l'écrivain allemand Frank Wedekind, dans lequel un groupe de jeunes gens subit un entraînement sévère pour se préparer à la vie adulte. Inspiré par le personnage de la méchante reine dans le film Blanche-Neige et les Sept Nains (1937), il eut l'idée d'inclure dans son histoire une sorcière qui dirige secrètement une école de ballerines. Avec sa compagne Daria Nicolodi, il étudia des textes sur l'alchimie et l'ésotérisme du XIXe siècle et du début du XXe siècle, et recueillit des témoignages de personnes ayant été témoins de phénomènes paranormaux dans un endroit situé à la frontière entre la Suisse, la France et l'Allemagne, connu sous le nom de « triangle magique ».
Une partie du scénario étant avancée, il s'inspire du livre Suspiria de Profundis de l'auteur britannique Thomas de Quincey, qui décrit trois femmes maléfiques connues sous le nom de « Notre-Dame des Tristesses ». Le livre affirme que, tout comme il y a trois Parques et trois Grâces, il y a aussi trois Tristesses. C'est ainsi qu'est né le concept des « trois mères », un triumvirat de sœurs dotées de pouvoirs surnaturels qui cherchent à répandre le mal dans le monde. Bien qu'il ait créé une légende autour d'elles, il n'avait pas initialement prévu de faire une trilogie racontant l'histoire de chacune d'elles. Dans son livre, il déclare : 

« Nous avons commencé à penser à ces femmes nées de l'imagination de De Quincey, et autour de l'idée originale, Daria et moi avons construit une légende [...] les trois mères avaient été trois sœurs diaboliques qui, au XIe siècle, avaient jeté les bases de la sorcellerie : Mater Suspiriorum (l'aînée), Mater Tenebrarum (la plus belle) et Mater Lacrimarum (la cadette et la plus cruelle). Après avoir semé la mort et la destruction, chacune augmentant ce faisant ses propres pouvoirs, elles se sont unies dans le but de trouver trois endroits où elles pourraient demeurer pour toujours et gouverner le monde de là. »

Après avoir terminé l'histoire d'une jeune Américaine qui se rend dans une école de ballerines à Fribourg-en-Brisgau dirigée secrètement par Mater Suspiriorium, il s'installe à Los Angeles pour faire les auditions des acteurs de son nouveau film, qu'il décide d'intituler Suspiria. Pour le personnage principal, il a choisi Jessica Harper après avoir visionné sa prestation dans Phantom of the Paradise de Brian De Palma (1974). Pour le rôle de Madame Blanchet, la vice-rectrice de l'école, il a réussi à convaincre l'actrice expérimentée Joan Bennett. Une femme de quatre-vingt-quatorze ans, Lela Svasta, qu'Argento a trouvée dans un hospice près de Rome, interprète Mater Suspiriorium. Le tournage a lieu sur place à Munich et dans les studios Incir De Paolis à Rome ; la façade et l'intérieur de l'école de danse ont été construits en studio d'après l'architecture de la Haus zum Walfisch à Fribourg, un bâtiment du XVIe siècle où ont vécu des personnalités telles que Maximilien Ier de Habsbourg et Érasme de Rotterdam.

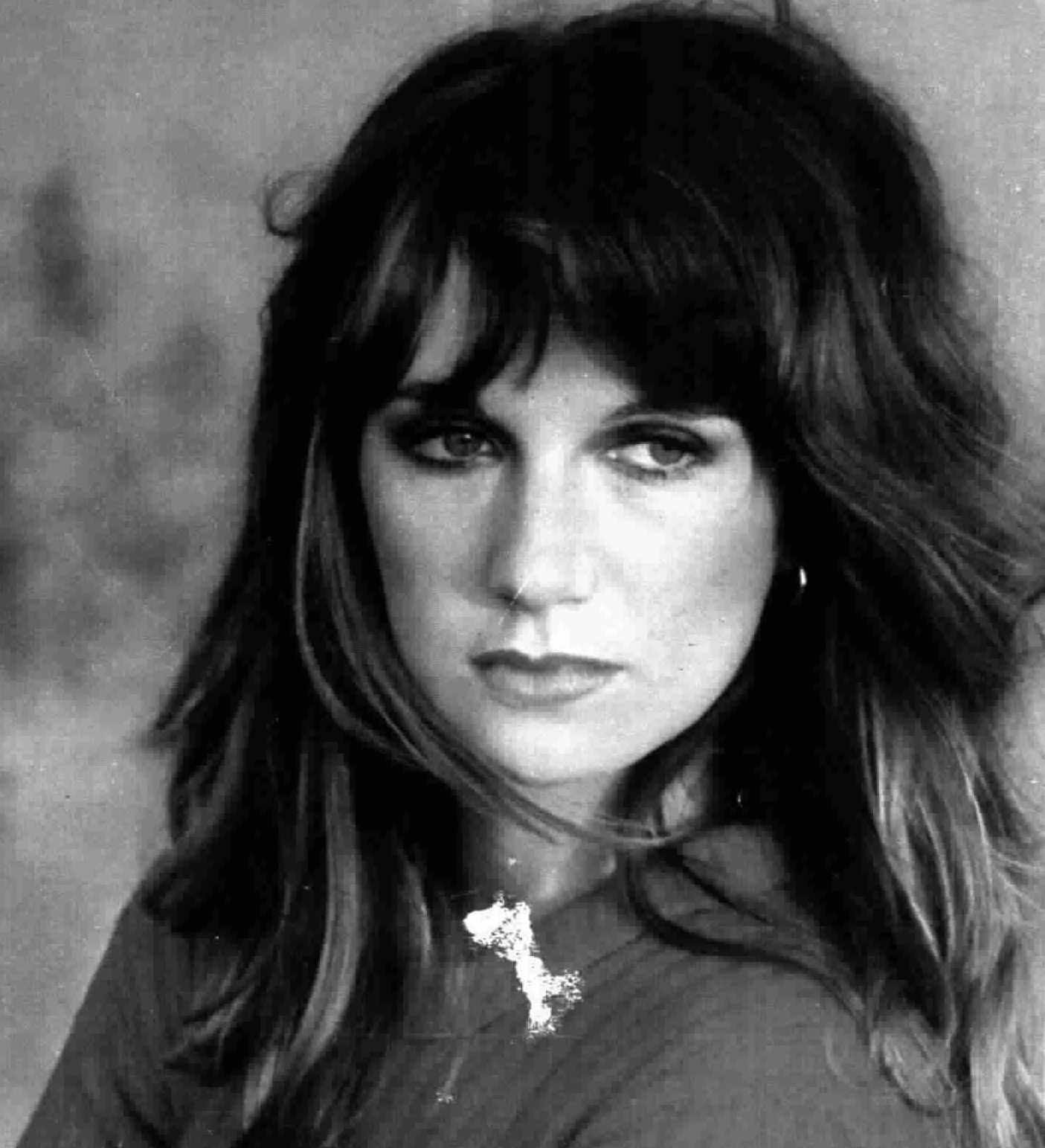
Daria Nicolodi (la compagne d'Argento à l'époque) a collaboré à la création du scénario, mais n'a finalement pas joué dans Suspiria.

Suspiria est sorti en Italie en février 1977. Il se place 7e du box-office Italie 1976-1977 avec 3 681 889 entrées pour des recettes de 1 430 000 000 lires, ce qui est un bon succès mais néanmoins bien en deçà des 5,7 millions d'entrées des Frissons de l'angoisse ou des 6,5 millions d'entrées du Chat à neuf queues, le plus grand succès d'Argento. En France, par contre, Suspiria reste avec 310 381 entrées le plus grand succès d'Argento. L'accueil critique initial n'a pas été favorable mais avec le temps, il a commencé à être mieux apprécié par les critiques et le public, au point d'être reconnu comme le chef-d'œuvre d'Argento. D'après Olivier Père, « Suspiria demeure l’une des expériences cinématographiques qui s’apparente le plus à un cauchemar, en raison de la rupture volontaire du cinéaste avec la logique narrative et l’agressivité inouïe de ses images, et ressemble davantage à un opéra rock psychédélique qu’à un film d’horreur traditionnel [...] Tout contribue dans Suspiria (le rock progressif des Goblin, les scènes choc sanglantes et stridentes, le technicolor saturé de rouge et de bleu de Luciano Tovoli) à la création d’une œuvre inoubliable, qui générera autour d’elle, au fil du temps, une secte d’adorateurs dans le monde entier ».
Dans son livre, le réalisateur reconnaît : « Étant donné les efforts que j'ai déployés dans [Suspiria], j'étais convaincu qu'il s'agissait de mon chef-d'œuvre, même si je ne pouvais certainement pas imaginer le sort de cette petite histoire de sorcières. Il allait me permettre de parler à beaucoup de gens : un public aussi large que celui que j'avais toujours espéré atteindre ». Accablé par les heures de tournage et l'éloignement de ses deux filles Fiore et Asia, le cinéaste a avoué que, lors d'un séjour dans un hôtel de la Villa Borghèse, il a envisagé de se jeter par la fenêtre de sa chambre pour mettre fin à ses jours. Cependant, le succès international du film et sa réconciliation ultérieure avec Nicolodi, avec laquelle il avait eu des problèmes personnels pendant la phase de production, l'ont aidé à surmonter cette crise.
Lors d'un de ses voyages aux États-Unis, le producteur Richard P. Rubinstein lui présente George A. Romero, connu pour avoir popularisé les films de zombies avec La Nuit des morts-vivants (1968),. Dans l'idée de faire une suite à ce film, Romero écrit l'histoire d'un groupe de personnes qui se réfugient dans un centre commercial de Philadelphie pour échapper à l'attaque d'une horde de morts-vivants. Argento était chargé de la production et de la distribution du film en Europe, et a de nouveau fait appel aux Goblin pour composer la bande originale. Connu aux États-Unis sous le nom de Dawn of the Dead, il s'intitule en Europe Zombi ou Zombie et sort en 1978, avec certaines scènes de dialogue supprimées par Argento pour donner plus d'importance à l'action et à l'épouvante. Michael Kennedy, du site Screen Rant, estime que la version italienne est la meilleure « en termes d'épouvante pure », car elle « renonce à beaucoup des aspects les plus comiques et satiriques ». La même année, il distribue Martin de Romero (sous le titre Wampyr) sur le marché européen, et demande à nouveau au groupe Goblin d'en composer la bande originale.

### 1980-1984:InfernoetTénèbres
Afin de développer le scénario d'Inferno, le deuxième volet de la trilogie des trois mères, il s'installe dans un hôtel new-yorkais avec vue sur Central Park. L'observation d'un des étangs du parc lui a inspiré l'une des scènes les plus populaires du film : le meurtre d'un antiquaire par une colonie de rats sur les bords d'un collecteur d'eau de pluie. Centré sur le personnage de Mater Tenebrarum, Inferno a été tourné à Rome et à New York, avec le chef opérateur Mario Bava pour les effets spéciaux et le musicien de rock progressif Keith Emerson pour la bande originale. Souffrant d'une hépatite, Argento a dû déléguer une grande partie de la production à Bava et à son fils Lamberto, qui était jusque-là assistant-réalisateur. Avec Irene Miracle, Eleonora Giorgi, Leigh McCloskey et Veronica Lazăr, le film est sorti sur les écrans en février 1980, se place 15e du box-office Italie 1979-1980, mais ne parvient pas à reproduire l'impact de Suspiria et reçoit des critiques mitigées. Morando Morandini écrit que « Comme dans Suspiria, la dimension fantastique permet à Argento de se passer de la logique. La boucherie est la même et le bric-à-brac gothique fonctionne à l'excès ». Olivier Père estime que « Argento procède par rimes visuelles, fétichistes et musicales (rock progressif de Keith Emerson, le Nabucco de Verdi) pour faire avancer un film construit comme un jeu de l'oie, où se télescopent plusieurs lieux et destinées funestes », tandis que pour Jean-Baptiste Thoret, il s'agit de l'œuvre d'Argento la plus hermétique : « si vous comprenez Inferno, vous comprenez toute l'œuvre d'Argento », un constat que confirme Franck Suzanne dans DVDclassik, ce film « ne doit en aucun cas servir de porte d’entrée dans sa filmographie ».

« Je trouve toujours très difficile d'essayer d'expliquer ce dont parlent mes films — je laisse cela aux autres, j'espère toujours que les images parlent pour moi — mais dans le cas d'Inferno, c'est encore plus vrai. C'est comme s'il s'agissait d'une série d'événements glissant les uns dans les autres : au cours du récit, les personnages prennent une direction, et soudain le spectateur se rend compte que celui qu'il pensait être le protagoniste est en fait un personnage secondaire, et l'histoire change de forme sous ses yeux. »

L'inspiration pour Ténèbres, son film suivant, lui est venue après avoir été harcelé au téléphone, lors d'un de ses séjours à Los Angeles, par un admirateur qui se faisait appeler « le grand punisseur » et qui connaissait de nombreux détails de sa filmographie. Il a imaginé l'histoire de Peter Neal, un auteur américain de romans policiers qui vient à Rome pour promouvoir son dernier livre, et qui commence à être harcelé par un idôlatre déséquilibré. Il confie les rôles principaux à Anthony Franciosa, John Saxon et Giuliano Gemma, et inclut à nouveau Daria Nicolodi dans la distribution. Le tournage a commencé en mai 1982 à Rome, et le film est sorti en octobre de la même année avec des résultats modérés au box-office et un accueil critique généralement positif.
Argento a avoué avoir voulu opérer une surenchère de violence dans Ténèbres en réponse à certains commentaires négatifs qu'il avait reçus pour ses projets précédents : « Avec mon nouveau film, je voulais prendre une petite revanche sur tous ces critiques qui m'ont accusé de raconter des histoires immorales et misogynes, d'être un monstre juste pour avoir porté toute cette violence à l'écran. Ce n'est pas une coïncidence si Ténèbres était le film avec le plus grand nombre de meurtres que j'avais réalisé ». Cette violence a entraîné la censure de nombreux passages et son interdiction dans certains pays. Le film a eu un succès confortable dans les salles italiennes, se classant 17e au box-office Italie 1982-1983 selon la Società italiana degli autori ed editori (SIAE).

### 1985-1988:Phenomena, la collaboration avec Lamberto Bava etTerreur à l'opéra
Lorsque la maison de production Seda Spettacoli est dissoute en raison des problèmes de santé croissants de son père, Dario décide de créer DAC Film, sa propre société de production. Il a eu l'inspiration pour Phenomena, son film suivant, après avoir appris qu'un meurtrier avait été découvert aux États-Unis grâce aux insectes présents dans la chambre au moment du crime. Il a fait des recherches sur les travaux de l'auteur Marcel Leclercq sur l'entomologie médico-légale et s'est installé dans un hôtel afin de développer le scénario, pour lequel il avait en tête un protagoniste féminin. Il a contacté Franco Ferrini, qui avait travaillé comme scénariste pour Sergio Leone, et tous deux ont créé l'histoire d'une jeune femme qui a le pouvoir de communiquer avec les insectes et qui se retrouve impliquée dans une étrange série de meurtres pendant son séjour dans une école en Suisse. Le réalisateur a déclaré dans son livre que c'était l'une des périodes les plus créatives de sa carrière :

« C'était une chose étonnante. Quelques années plus tôt, dans les chambres de ce même hôtel, j'avais brièvement caressé l'idée folle de me suicider. Et maintenant, alors que les papiers dactylographiés s'empilaient les uns après les autres sur mon bureau, je sentais une créativité dans mes veines qui n'avait jamais été aussi impétueuse [...] Plusieurs forces de la nature se sont combinées dans l'intrigue de mon nouveau film, décrit par certains comme le plus "écologique" de ma carrière. Mais la force la plus puissante de toutes - il aurait été stupide et ingrat de la nier - était la volonté de vivre. »

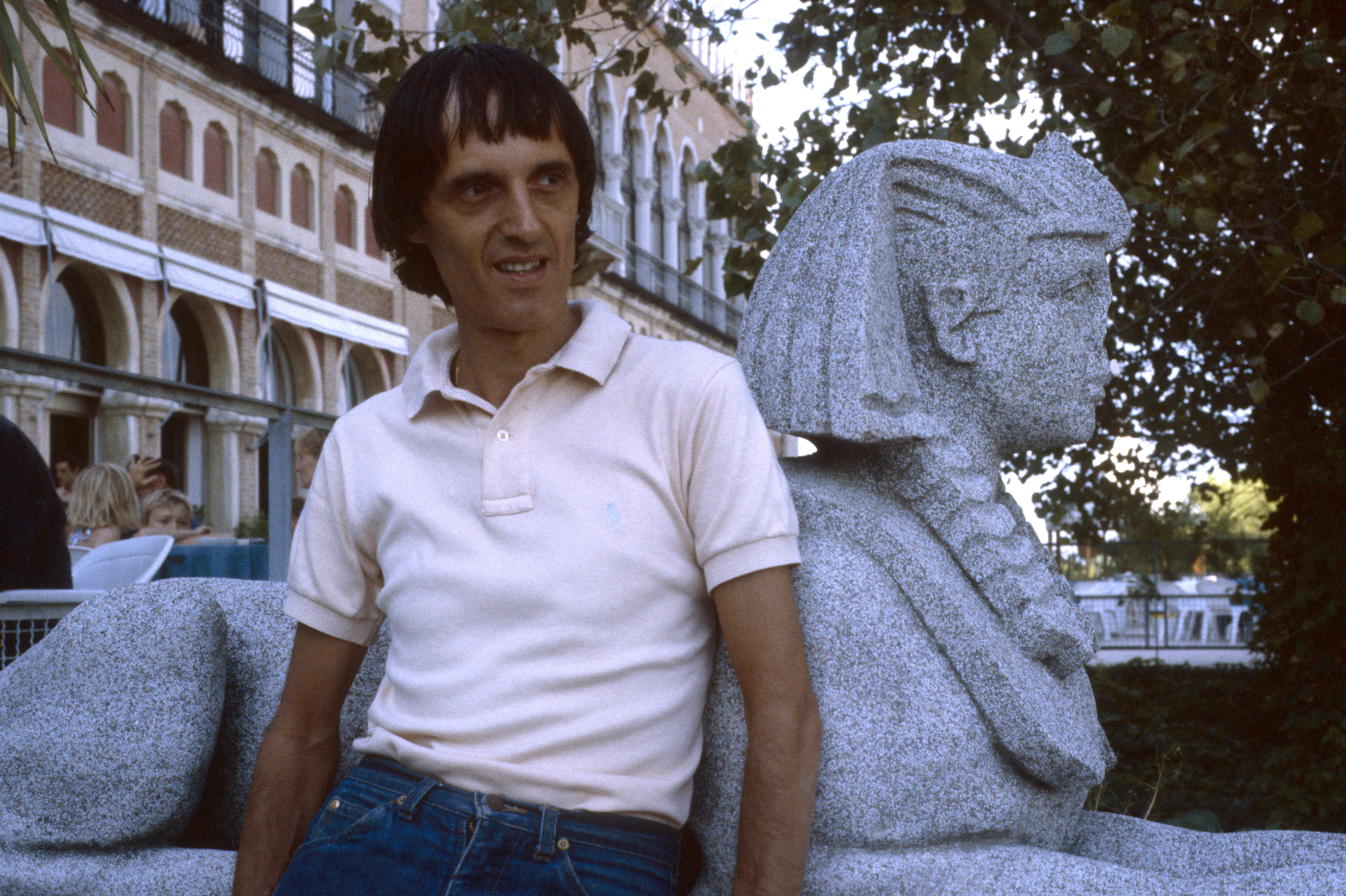
Dario Argento en 1985.

Le tournage, qui s'est déroulé à Rome et dans certains lieux suisses, a été marqué par des problèmes techniques liés au déplacement et à la disposition des milliers de mouches utilisées dans certaines scènes. À cette occasion, Argento a décidé d'inclure des chansons d'artistes tels que Bill Wyman, Claudio Simonetti, Sex Gang Children et Iron Maiden, au lieu de faire appel à un seul musicien pour composer la bande originale. Avec Jennifer Connelly, Donald Pleasence, Dalila Di Lazzaro, Davide Marotta (it) et Daria Nicolodi, le film est sorti en janvier 1985 en Italie. Il se place 11e du box-office Italie 1984-1985. En France, Phenomena sort en juin 1985 et enregistre 160 530 entrées. D'après l'auteur Troy Howarth, Phenomena est devenu le dernier film du réalisateur italien à bénéficier d'une sortie en salle à grande échelle aux États-Unis. L'accueil critique à sa sortie a été globalement positif. Avec le recul, le film va néanmoins faire sécession parmi les aficionados, et pour certains amorcer la lente déliquescence artistique de son réalisateur,. Daria Nicolodi a désavoué le film, le qualifiant de « réactionnaire » en raison de sa représentation des personnes handicapées, et a déclaré lors d'une interview qu'elle ne travaillerait plus avec Argento, ce que les faits ont ensuite démenti.
En 1985 sort un documentaire signé Michele Soavi et intitulé Le Monde de l'horreur sur Dario Argento. Le réalisateur commente des extraits de ses films et développe ce qui l'a mené dans sa vie à s'intéresser au genre de l'horreur et de sa relation aux images. D'autres membres de l'équipe qui ont travaillé sur ces films livrent également leurs impressions. Plusieurs scènes coupées, comme le double meurtre du début de Suspiria qui avait été supprimé au montage du film, sont présentées en exclusivité. La même année, il collabore avec Lamberto Bava, le fils de Mario, sur le scénario du film Démons, réalisé par Bava et produit par Argento par le biais de sa société DAC Film, et un an plus tard, il joue les mêmes rôles dans la suite Démons 2. Toujours en 1986, il reçoit une invitation du théâtre Sferisterio de Macerata pour mettre en scène l'opéra Rigoletto de Giuseppe Verdi, bien que la direction artistique décide finalement de ne pas faire appel à ses services. Cette expérience a servi de base à l'histoire de Terreur à l'opéra, dans laquelle une chanteuse est contrainte d'assister à une série de crimes lors de sa participation à la pièce Macbeth. Pendant le tournage, une série de complications sont survenues, comme ses altercations constantes avec l'actrice espagnole Cristina Marsillach qui interprète la protagoniste, des accidents de tournage, la détérioration de sa relation avec Nicolodi et les problèmes de santé de son père Salvatore. Il décrit ce tournage comme « le film le plus épuisant et le plus sombre » qu'il ait réalisé. Sorti en décembre 1987, Terreur à l'opéra a réussi à séduire la critique et surtout le public, atteignant la 12e place du classement des meilleurs succès de la saison cinématographique 1987-1988 et rapportant 7 207 592 000 lires de l'époque.
En 1987, il collabore à nouveau avec la chaîne Rai, en tant que producteur de la série de courts métrages Gli incubi di Dario Argento, présentée dans le programme hebdomadaire intitulé Giallo avec Enzo Tortora et Alba Parietti comme animateurs. Argento a déclaré que « c'était très amusant » de revenir au format télévisuel, mais a reconnu que, comme il s'agissait d'une émission diffusée à une heure de grande écoute, il a reçu des lettres de protestation de la part de certains téléspectateurs qui considéraient le contenu de son œuvre comme excessivement violent. À la même époque, il a fondé avec son collaborateur et ami Luigi Cozzi la librairie et le magasin de curiosités Profondo Rosso sur la Via dei Gracchi dans le rione du Prati au centre-ville de Rome, où il expose également un musée personnel avec des objets liés aux films d'horreur qu'il a collectés tout au long de sa carrière.

### 1989-1994:Deux Yeux maléfiquesetTrauma
En 1989, il coproduit et coécrit Sanctuaire, un film réalisé par Michele Soavi avec Tomas Arana, Barbara Cupisti et sa fille Asia. Intéressé par l'adaptation au cinéma d'une l'œuvre littéraire d'Edgar Allan Poe, il reprend contact avec George A. Romero pour lui proposer la production d'un film divisé en quatre segments. Dans un premier temps, John Carpenter et Stephen King se sont montrés intéressés par le projet, mais ils ont rapidement démissionné pour se consacrer à d'autres travaux. Argento et Romero ont décidé d'adapter respectivement les nouvelles Le Chat noir et La Vérité sur le cas de M. Valdemar. Sur la recommandation du réalisateur américain, le tournage de Deux Yeux maléfiques a lieu durant l'été 1989 à Pittsburgh en Pennsylvanie (États-Unis), ce qui en fait le premier film d'Argento tourné hors d'Europe.

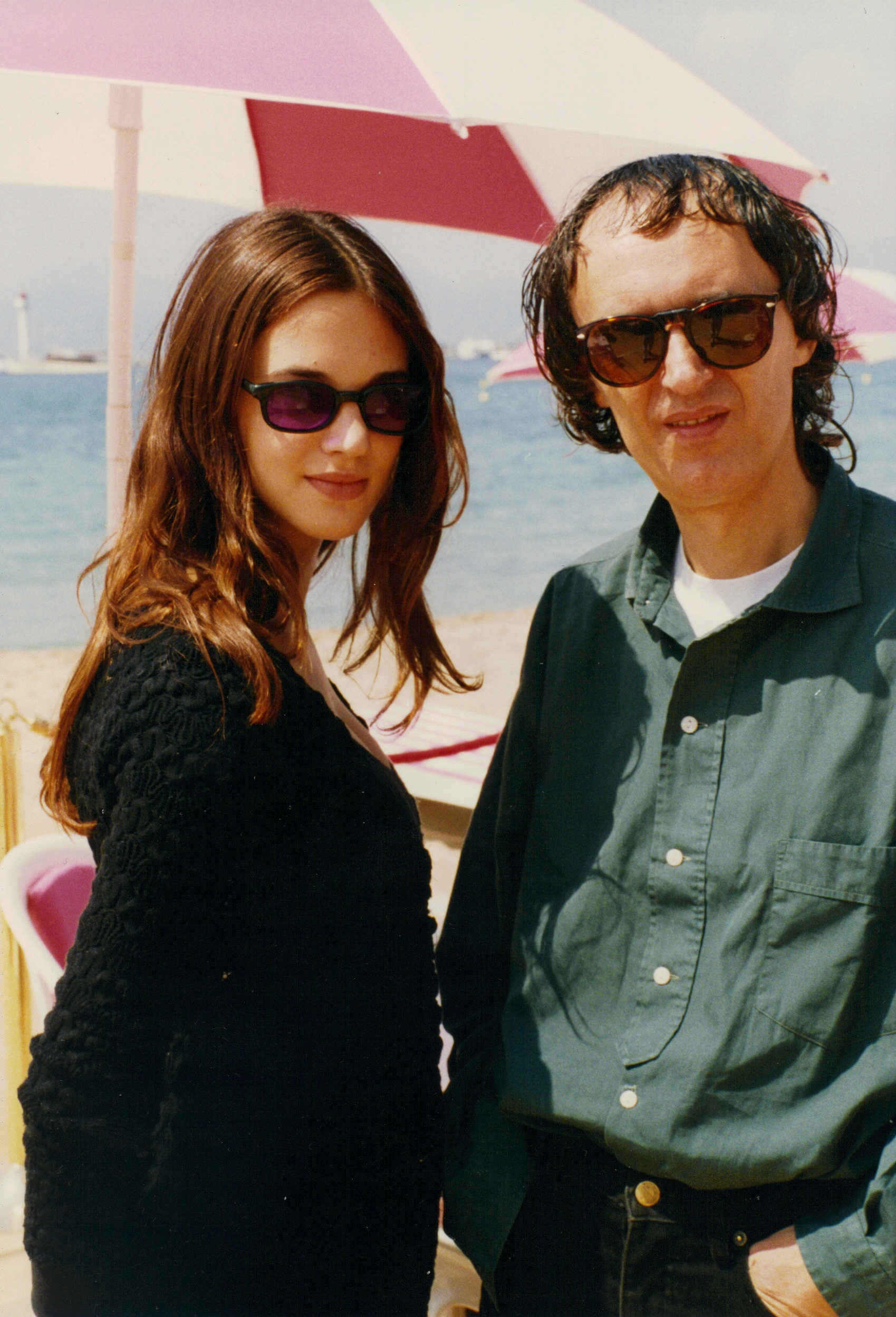
Asia et Dario Argento au Festival de Cannes 1993. Le film Trauma (1993) est le premier film dans lequel Dario Argento fait jouer sa fille.

Avec Harvey Keitel, Madeleine Potter et Martin Balsam, le segment réalisé par Argento a généralement été mieux accueilli par la critique. En 1991, il coécrit et produit La Secte, une nouvelle collaboration avec Michele Soavi mettant en vedette Kelly Curtis, Mariangela Giordano et Herbert Lom.
Il décide de rester quelques mois aux États-Unis, où il a l'occasion de rencontrer personnellement d'autres cinéastes tels que William Friedkin, Tobe Hooper, Sam Raimi, Stuart Gordon et John Landis ; ce dernier l'invite à jouer un petit rôle d'ambulancier dans son film Innocent Blood (1992) avec Anne Parillaud. Dans son livre, il révèle qu'à un moment donné, il a envisagé de déménager en Amérique du Nord : « À New York, mais surtout à Los Angeles, je me sentais très bien. Il y avait un climat de collaboration constante : ce n'était pas comme en Italie, où les réalisateurs ne se rencontrent jamais, et quand ils le font, ils se parlent à peine ». Lors d'une visite à Salem, dans le Massachusetts, il a commencé à écrire l'histoire d'une jeune femme nommée Aura qui subit une série de mésaventures en raison de son anorexie. Il a ensuite contacté l'écrivain T. E. D. Klein pour qu'il fasse de son histoire le scénario de Trauma, son nouveau long métrage.
Pendant le tournage, qui s'est déroulé principalement à Minneapolis dans le Minnesota entre août et septembre 1992, Argento a décidé de remplir les pièces de fumée pour « donner un effet de profondeur aux espaces », ce qui a entraîné chez lui des problèmes de sensibilité au goût et à l'odorat, qu'il dit n'avoir réussi à surmonter que près de vingt ans plus tard. Il a écrit l'histoire de la protagonise Aura dans l'idée que sa fille Asia l'incarnerait. C'est en effet la première collaboration entre Asia, qui avait déjà entamé sa carrière chez d'autres réalisateurs comme Cristina Comencini, Nanni Moretti ou Michele Placido, et son père. Le reste de la distribution a été confié à des Américains : Christopher Rydell, Piper Laurie et Frederic Forrest. Bien qu'il ait voulu de nouveau travailler avec les compositions du groupe Goblin, les sociétés de production américaines lui ont recommandé d'embaucher Pino Donaggio, qui avait collaboré à plusieurs reprises avec Brian De Palma.
L'accueil critique du film est plutôt tiède. Le magazine américain Time Out écrit que « Le premier film d'Argento soutenu par les États-Unis rend hommage à Psychose, mais il lui manque le talent d'Hitchcock pour diriger les acteurs : il n'y a pas une seule interprétation qui soit à peu près potable ». Pendant ce temps, Tiziano Sossi de Mymovies.it a déclaré que le scénario « contient des éléments psychologiques et réalistes très efficaces » et a qualifié certains mouvements de caméra de « magistraux ».

### 1995-1999:Le Syndrome de StendhaletLe Fantôme de l'Opéra
Lors de son séjour à New York, Argento a découvert un livre de la psychiatre italienne Graziella Magherini intitulé La sindrome di Stendhal, sur la maladie psychosomatique du même nom qui provoque un déséquilibre chez l'individu lorsqu'il est exposé à une profusion d'œuvres d'art en un même lieu dans un même temps. Cette lecture lui a rappelé une expérience qu'il a vécue adolescent, lorsqu'il a subi une décompensation la première fois qu'il a vu le Parthénon, et il a donc décidé de baser l'histoire de son nouveau film sur cette expérience. Alors qu'il avait initialement l'intention de commencer le tournage aux États-Unis, il n'y a pas trouvé de ville avec un monument « suffisamment représentatif » pour développer son histoire, et a donc décidé de tourner en Italie. Après avoir travaillé dix ans outre-Atlantique, le cinéaste revient donc dans son pays natal. Il pensait initialement à Bridget Fonda pour interpréter le personnage principal de l'officier de police Anna Manni, mais étant donné le changement de lieu, il a proposé le rôle à sa fille Asia.
Avec une bande originale composée par Ennio Morricone, Le Syndrome de Stendhal est sorti en janvier 1996 et a reçu un accueil critique globalement positif. L'auteur Maitland McDonagh remarque que, bien qu'il ne soit pas au niveau d'œuvres telles que Ténèbres ou Inferno, le film est « un incontournable pour les aficionados d'Argento, porté par une prestation courageuse et dérangeante de sa fille ». Aurélien Férenczi dans Télérama estime que « Dario Argento atteint ici des sommets de délire formel : une porte s'ouvre, c'est un flash-back qui commence, peintures et murs semblent poreux, invitation à des raptus où l'art et le sexe sont mêlés ». Antoine Rigaud écrit quant à lui en 2008 dans Devildead que le film s'impose comme l'un des derniers grands films en date de Dario Argento.
Après avoir joué un petit rôle dans le film Il cielo è sempre più blu d'Antonello Grimaldi en 1996, il a coécrit et produit Le Masque de cire, le premier film de Sergio Stivaletti d'après le récit Le Cœur cambriolé de l'écrivain français Gaston Leroux. Le projet devait initialement être réalisé par Lucio Fulci, mais le cinéaste est décédé peu avant le début du tournage. Argento a confié qu'il s'est beaucoup investi dans cette initiative car il était passionné par l'œuvre de Leroux depuis son enfance, et il a déclaré que c'est à cette époque qu'il avait décidé de réaliser sa propre adaptation du Fantôme de l'Opéra, l'un des romans les plus célèbres de Leroux. Pour élaborer le scénario, il a rencontré Gérard Brach — connu pour son travail avec Roman Polanski — et a confié le rôle du fantôme à l'acteur britannique Julian Sands et celui de Christine Daaé à sa fille Asia.

« J'ai choisi Julian Sands pour le rôle du fantôme. Je ne voulais pas faire le portrait d'une créature difforme, mais d'un homme fascinant, grand connaisseur de musique : un séducteur, quelqu'un dont mon héroïne pourrait vraiment tomber amoureuse. »

— Argento sur le protagoniste de son film Le Fantôme de l'Opéra (1998)
Sorti en novembre 1998, Le Fantôme de l'Opéra reçoit un mauvais accueil critique. Aurélien Férenczi dans Télérama parle d'« un nanar quasiment irregardable » où les interprétations sont grotesques : « Julian Sands est coiffé comme Panoramix le druide et Asia Argento n’en finit pas de vocaliser en play-back l'air des clochettes de Lakmé, de Léo Delibes ». D'après le Lexikon des internationalen Films, « ceux qui s'attendent à un film d'horreur à suspense seront déçus - du point de vue artistique, la voie difficile que le film emprunte en termes de mise en scène, et qui laisse encore de la place à des scènes de violence outrancières, est tout à fait remarquable ». La Cinémathèque française qui lui a consacré une rétrospective en 2022 estime que c'est cependant « le film qui apporte au cinéaste la reconnaissance d'une critique plus classique, en dehors des sentiers battus du bis ».

### 2000-2006:Le Sang des innocents,Card PlayeretLes Maîtres de l'horreur
Au début du nouveau millénaire, le réalisateur a fondé avec son frère Claudio la société Opera Film, qui servira à produire Scarlet Diva (le premier long-métrage réalisé par Asia) et certains de ses projets futurs. Face au mauvais accueil du Fantôme de l'Opéra, il décide de revenir à ses racines et de refaire un giallo à Turin, où il avait déjà tourné de nombreuses scènes des Frissons de l'angoisse et du Chat à neuf queues. Il retrouve son collaborateur habituel Franco Ferrini et le scénariste Carlo Lucarelli pour créer l'histoire d'un détective qui doit suivre les indices d'un criminel tout en étant atteint de la maladie d'Alzheimer. Pour ce rôle, il a fait appel à l'acteur émérite suédois Max von Sydow qui, dit-il, « l'a aidé à donner une profondeur psychologique au personnage », tandis que la composition de la bande originale a été confiée une fois de plus au groupe Goblin.
Intitulé Le Sang des innocents, le film est sorti dans les cinémas italiens en janvier 2001 et, bien qu'il ait bénéficié d'un accueil critique plus enthousiaste que pour son film précédent, il a divisé la critique. Il y avait ceux qui appréciaient la façon dont le réalisateur avait réussi à proposer à nouveau ses thèmes classiques, en les utilisant habilement et de manière à effrayer le spectateur, et ceux, en revanche, qui voyaient alterner des moments d'un haut niveau stylistique avec d'autres beaucoup plus embarrassants. La billetterie du film est un succès, rapportant 5 019 734 000 lires (2 592 476 euros) et se classant 53e des films sortis dans l'année 2000-2001.
En écrivant le scénario de Card Player (Il cartaio), il s'est souvenu de son expérience dans les casinos, et des souvenirs qu'il avait de nombreux jeunes passant des heures à s'entraîner au poker sur la Toile. Il a donc imaginé avec Franco Ferrini l'histoire d'un tueur qui enlève ses victimes et organise une partie de poker virtuelle avec la police pour décider s'il doit les laisser en vie ou les exécuter devant les caméras. Il a écrit le personnage féminin en pensant à sa fille Asia, mais l'actrice était occupée à réaliser son deuxième long-métrage, Le Livre de Jérémie. Il a fini par confier à l'Italienne Stefania Rocca le rôle d'Anna Mari et à l'Irlandais Liam Cunningham celui de John Brennan pour interpréter les deux protagonistes.

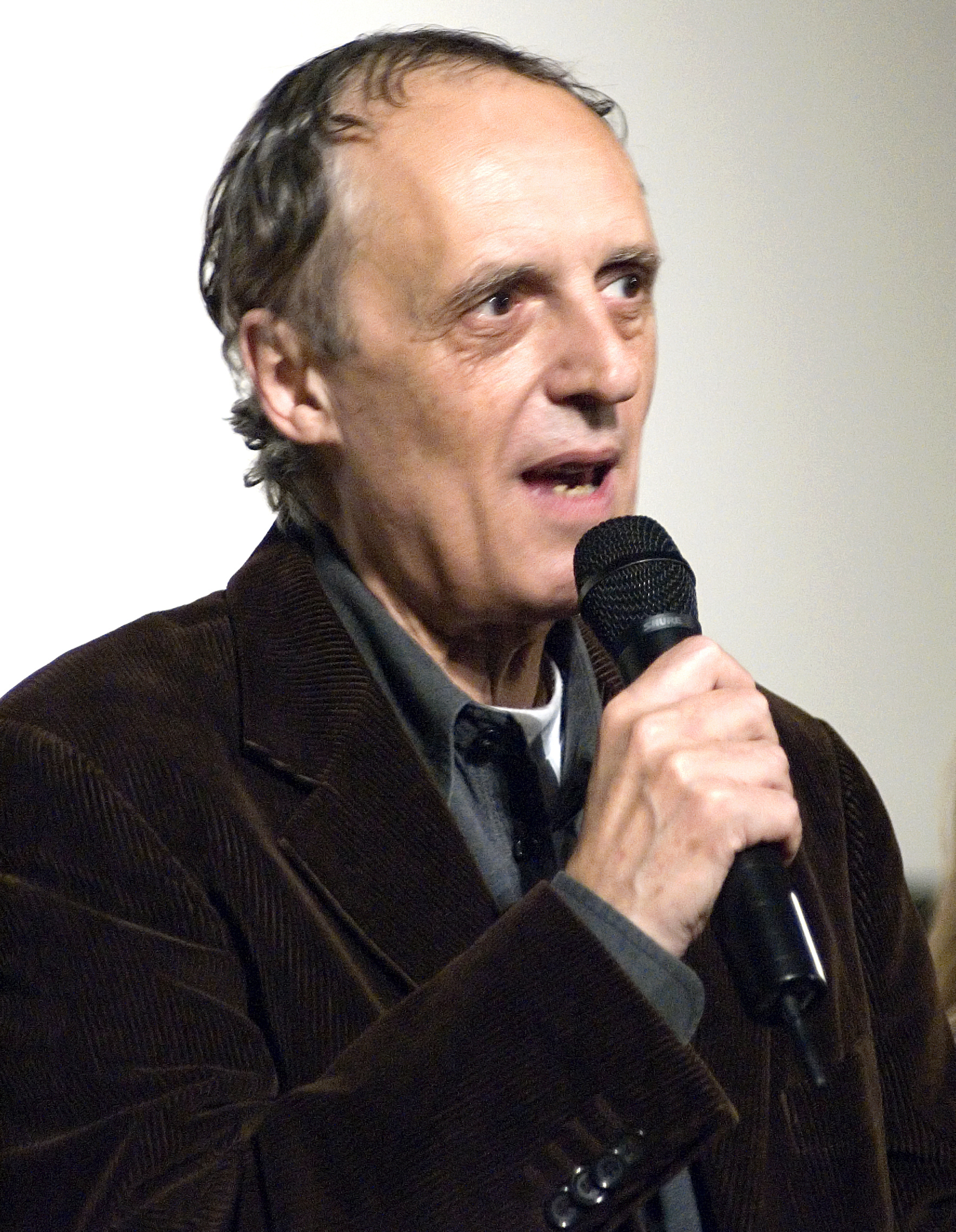
Dario Argento au Festival du film de Turin 2006.

Après sa sortie en janvier 2004, Card Player n'a pas non plus convaincu les critiques en France ou aux États-Unis, mais a reçu un accueil plus positif en Italie, ce qui l'a surpris : « De manière quelque peu inattendue pour moi, Card Player a été plébiscité par la critique en Italie. À l'exception de quelques noms qui ont toujours défendu mon travail (comme Stefano Della Casa), c'était vraiment une nouveauté ». Pour Guillemette Olivier-Odicino dans Télérama, « Fallait-il qu'il soit désargenté Argento, pour commettre ce polar qui réussit à être à la fois putassier et totalement plat. Pour être dans le vent, le réalisateur des Frissons de l'angoisse s'est mis au high-tech ». Pour Benedict Arellano de Tortillapolis : « alternant travaux pour la télévision et pour le cinéma, Dario Argento transforme petit à petit sa filmographie en repaire à séries Z ». Pour Jean-Baptiste Herment d'Écran large, « Argento refuse le gore et les élans baroques qui ont fait sa gloire, chose que beaucoup ne lui pardonnent pas : certains critiques ont comparé son film de façon injuste à Derrick et Navarro ! [...] Si l'on est d'accord pour dire qu'Argento se cherche depuis quelques films, on y trouve toujours quelques furtifs éclairs de génie qui le placent toujours au-dessus de n'importe quel faiseur lambda. Son dernier opus n'échappe pas à la règle ». En Italie, le film a rapporté environ 2,713 millions d'euros, ce qui s'est avéré être un résultat médiocre compte tenu de son budget de départ d'environ 2 millions d'euros.
En 2005, il a de nouveau adopté le format télévisuel avec Vous aimez Hitchcock ?, un téléfilm dans lequel il présentait l'histoire d'un jeune étudiant en cinéma obsédé par l'œuvre d'Alfred Hitchcock qui se lance seul dans une enquête sur un meurtre. Avec Elio Germano et Chiara Conti, le film a généralement impressionné les critiques : Steve Biodrowski du magazine américain Cinefantastique l'a qualifié de « giallo sans ambition mais divertissant » dans lequel « Dario Argento prouve qu'il peut encore enthousiasmer le public », et la Cinémathèque française juge que le film est une « manière de réponse au cinéma de De Palma, variation sur deux chefs-d'œuvre du vénéré Hitchcock, L'Inconnu du Nord-Express et Fenêtre sur cour : Argento triture le thème du voyeurisme dans un film-jeu porté par la musique de Pino Donaggio ». Pour Matteo Mancini du site latelanera, « il s'agit d'une œuvre magnifiquement réalisée qui se distingue parmi les meilleurs téléfilms réalisés ces dernières années, à tel point qu'elle ressemble presque à un produit cinématographique ». Olivier Père est moins amène pour toutes les réalisations d'Argento de cette période, dont celui-ci : « Le long et irréversible déclin artistique d’Argento se poursuit avec Card Player, Vous aimez Hitchcock ?, La Troisième Mère et Giallo qui ressemblent à de mauvais téléfilms (Vous aimez Hitchcock ? fut d’ailleurs réalisé pour la télévision), laids, incohérents et ennuyeux et finissent directement dans les bacs des soldeurs de DVD ».
La même année, il reçoit une invitation de John Carpenter à participer à un projet de télévision conçu par le cinéaste américain Mick Garris pour la chaîne Showtime, dans lequel plusieurs réalisateurs tels que Tobe Hooper, John Landis, Joe Dante et Takashi Miike réaliseraient des moyens métrages d'horreur. Pour la série, intitulée Les Maîtres de l'horreur, Argento a écrit et réalisé le segment Jenifer, adapté d'une bande dessinée de Bruce Jones publiée dans le magazine Creepy dans les années 1970. Pour la deuxième saison de la série, diffusée entre 2006 et 2007, il a réalisé l'épisode J'aurai leur peau, inspiré d'une histoire de Francis Paul Wilson. Argento a remarqué que, grâce à la flexibilité des producteurs de la série, il a pu laisser libre cours à sa créativité sans se soucier de la censure :

« C'était étrange de se retrouver sans limites : par le passé, j'avais été si profondément conditionné par le spectre castrateur de la censure que je m'étais inhibé dans mon écriture. Mais ici, comme je l'ai dit, c'était différent. C'était une expérience libératrice : je me sentais comme un cheval qui a été en captivité pendant des années et qui, face à une barrière ouverte, se fait soudainement taper sur la cuisse pour l'encourager à courir. »

### 2007-2012:La Troisième Mère,GialloetDracula
Argento décide d'achever la trilogie des trois mères pour son long métrage suivant, inspiré par la liberté de création dont il avait bénéficié dans son projet précédent. Pour écrire le scénario, il s'est inspiré d'une expérience personnelle, lorsqu'il a reçu un appel téléphonique dans lequel il pensait avoir entendu la voix de son père décédé. Cela l'a conduit à envisager l'idée d'un lien entre la protagoniste de l'histoire et sa mère décédée, une puissante sorcière blanche qui, dans le passé, avait affronté Mater Suspiriorium et qui, dans le présent, communique avec sa fille pour l'aider à combattre Mater Lacrimarum. Pour le rôle principal, il s'est à nouveau appuyé sur sa fille Asia, qui lui a recommandé de faire appel à Daria Nicolodi pour jouer le rôle de la figure fantomatique de sa mère.

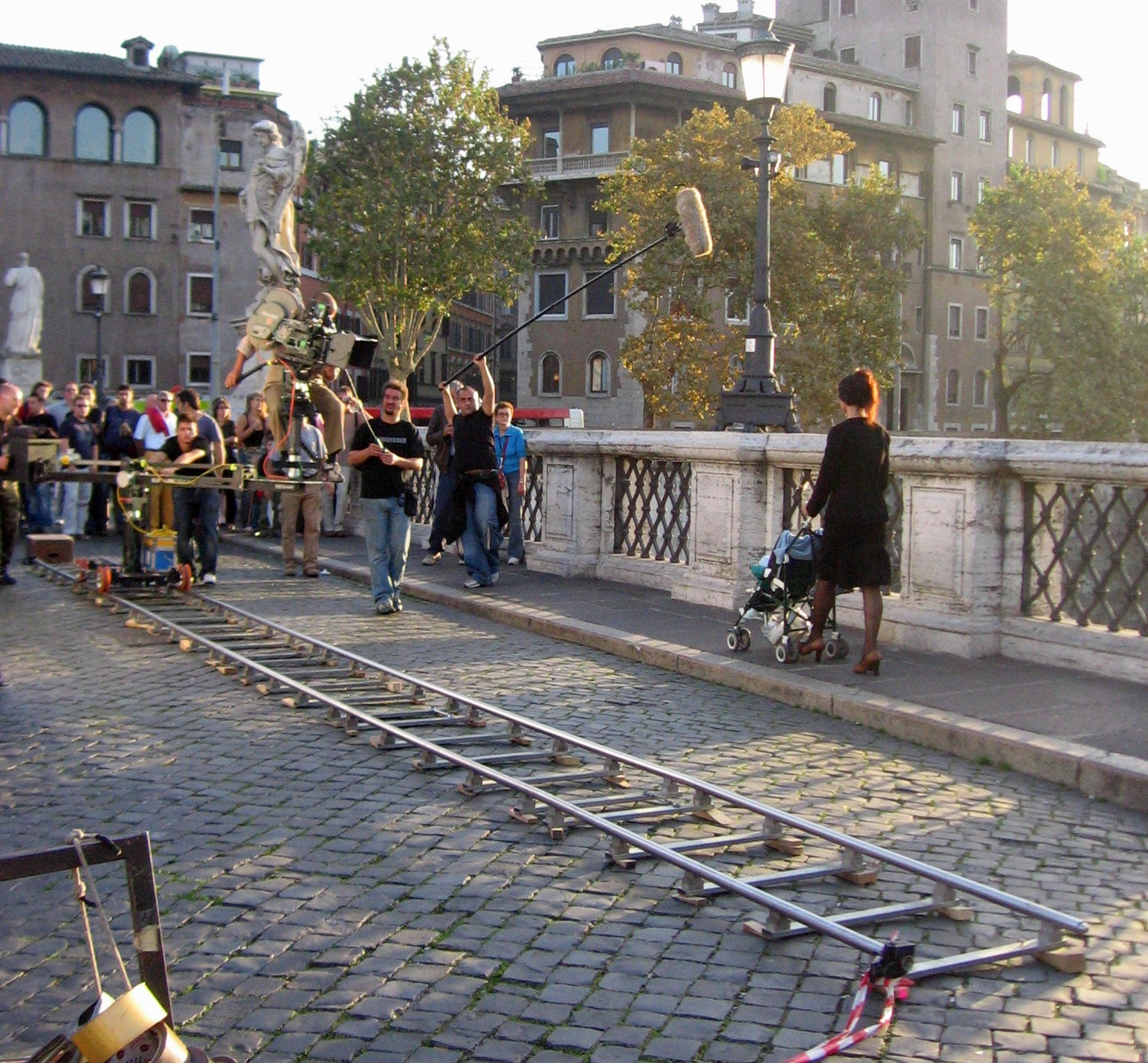
Le tournage de La Troisième Mère à Rome en octobre 2006.

Le tournage de La Troisième Mère a eu lieu à Rome et à Turin d'octobre à décembre 2006. Fasano témoigne « Dario m'a immédiatement stimulé lors de la préparation à l'analyse des œuvres du peintre néerlandais Jérôme Bosch (1450-1516). Cet artiste a toujours fasciné non seulement les critiques d'art mais aussi le grand public. Les centaines de personnages qui affluent dans chacun de ses tableaux — diables, hiboux, singes, souris monstrueuses et poissons fantastiques, aux côtés des grands personnages de l'histoire sacrée auxquels sont consacrés ses principaux tableaux — font de lui un surréaliste ante litteram ou un Salvador Dalí né à l'aube de l'ère moderne. La pénombre et les couleurs intenses des toiles de Bosch ont été une référence précise pendant le tournage. En outre, après plusieurs réunions avec Dario, nous avons convenu que le film devait avoir une continuité d'atmosphère et de couleurs avec les deux autres films de la trilogie. Avec La Troisième Mère, nous devions faire un film très différent des deux autres, notamment d'un point de vue technique. [...] Suspiria et Inferno ont été entièrement réalisés en studio, tandis que La Troisième Mère, au contraire, a été tourné à 90 % en extérieur ». Un an plus tard, le film a été présenté au Festival international du film de Rome, avant sa sortie en salles en octobre 2007, où il a reçu un accueil globalement négatif, avec de nombreuses critiques qui dénoncent un glissement vers la série Z. Le film n'a pas rencontré le succès public qu'il espérait et a rapporté un total de 2 077 000 € sur le marché italien, soit beaucoup moins que prévu ; le film a été le 82e film le plus rentable de la saison cinématographique 2007-2008. Pour Pino Farinotti (it), « Argento clôt la trilogie commencée avec Suspiria et Inferno presque trente ans après les chapitres précédents : une conclusion décevante ». R. Ronconi dans Liberazione constate que « Les éléments que les amateurs d'épouvante adorent sont tous ou presque tous là, soulignés par la musique (qui est aussi prévisible, dans le meilleur sens du terme. Signée Simonetti) ». Pour Paolo Mereghetti dans le Corriere della Sera, pourtant, « L'histoire, ouvertement fantastique [...] demande au spectateur de suspendre sa crédibilité pour se laisser aller à la fascination (et au plaisir) des rebondissements plus ou moins sanglants. Cependant, cette opération peine à décoller pour deux raisons essentielles : le niveau d'imagination insuffisant des scènes et le mépris total pour tout jeu d'acteur professionnel. Ainsi que pour le faible niveau de gore, qui s'arrête aux estafilades et aux énucléations "habituelles" ». Pour la Cinémathèque française, le film est « à voir pour le magnifique plan-séquence dans l'escalier, et les divers clins d'œil que le cinéaste s'adresse à lui-même ».
En novembre 2007, il reçoit un scénario écrit par les Américains Jim Agnew et Sean Keller sur un tueur qui parcourt la ville de Turin en se faisant passer pour un chauffeur de taxi à la recherche de victimes féminines. Argento décide de réaliser le film sans avoir été impliqué dans le processus d'écriture : « Ils sont venus me voir et m'ont dit que le scénario avait été conçu pour moi, dans la mesure où l'histoire se déroulait en Italie ». Le film, intitulé Giallo et présenté en juin 2009 au Festival international du film d'Édimbourg, met en vedette l'Américain Adrien Brody, l'Espagnole Elsa Pataky et la Française Emmanuelle Seigner dans les rôles principaux.
Après la sortie européenne, Brody a poursuivi les producteurs pour sous-paiement de ses honoraires, ce qui a empêché la distribution du DVD aux États-Unis jusqu'en 2011. Le réalisateur a confirmé qu'il avait eu une relation cordiale avec Brody pendant le tournage, et que pour cette raison, il avait décidé de ne pas accompagner la promotion du film par solidarité. Dans l'ensemble, Giallo est éreinté par les critiques. Le site Écran large écrit « Même en décrivant une à une les innombrables aberrations contenues dans ce qu’il est difficile de nommer scénario (pas d’enchaînement dramatique, aucun rebondissement, et une étrange absence de fin), il est impossible de décrire l’ampleur du massacre. Giallo surpasse aisément en nullité tous les nanars précédemment réalisés par Argento, faisant de la réplique foireuse un sacerdoce et du plan improbable un leitmotiv », tandis que pour DevilDead, « Rire devant Giallo est d'ailleurs la meilleure attitude à adopter face un spectacle opportuniste et trompeur. L'ambiance polar à l'européenne n'est qu'une grossière façade puisque Giallo n'est qu'un thriller américain de deuxième partie de soirée. La douche sera d'autant plus froide pour les spectateurs fans du travail d'Argento ». Pour Ondacinema, « Giallo est un paquet bien emballé pour le marché de la vidéo et nous répétons qu'il est, après tout, bien mieux qu'il ne soit pas sorti en salles. Même le spectateur le plus affectueux, nous en sommes sûrs, aura du mal à l'accepter comme un film de Dario Argento ».
En 2010, il a eu l'occasion d'assister au tournage du film Hugo Cabret de Martin Scorsese, une expérience qui l'a amené à envisager l'idée de réaliser son prochain film en 3D. Il s'inspire également du long métrage d'Alfred Hitchcock Le crime était presque parfait (1954), qui est projeté dans ce format dans certains cinémas, et dont le réalisme de certaines scènes lui inspire quelque chose de semblable. Il rencontre Antonio Tentori, Stefano Piani et Enrique Cerezo pour commencer à développer une nouvelle histoire avec le personnage de Dracula comme personnage principal, mais sans être totalement fidèle au roman de Bram Stoker. Il a choisi l'acteur allemand Thomas Kretschmann pour le rôle du comte, l'acteur néerlandais Rutger Hauer pour Abraham Van Helsing, l'actrice italienne Marta Gastini pour le rôle de Mina Harker et sa fille Asia pour le rôle de Lucy Westenra. Le tournage a eu lieu à Turin et dans la ville de Biella, où les scènes dans la forêt ont été filmées.
Dracula 3D a été présenté en avant-première au Festival de Cannes 2012, la première fois que l'événement accueillait un film du réalisateur italien. Il sort dans environ 200 salles italiennes en novembre 2012. La somme des recettes totales italiennes et espagnoles est proche de 500 000 €, pour un budget de 7 millions d'euros, dont 300 000 € publics, le film est donc un fiasco commercial. La critique est également peu amène : pour Cécile Mury de Télérama, « [...] Dans un décor en toc, c'est bien un Dario Argento en toute petite forme qui dirige — à peine — quelques gugusses raides comme la mort (dont Asia, la fille du maître), coincés entre second degré (quand Dracula, par exemple, se transforme en mante religieuse géante) et série Z », tandis que pour Olivier Père, « Perdu dans une dimension parallèle, ce film fauché et hideux surgit d’une autre époque, la fin des années 60 et le début des années 70 où les films de vampires de série Z fleurissaient en Italie et en Espagne. Dario Argento que l’on a parfois comparé à Antonioni à ses débuts a réalisé avec Dracula 3D une aberration anachronique qui, avec ses starlettes aux poitrines généreusement dénudées, ses longues scènes où il ne se passe rien, ses trucages miteux, ses acteurs égarés ressemble à s’y méprendre à un film de Paul Naschy ». Seul Jean-Baptiste Thoret dans Charlie Hebdo donne au film la note moyenne : « Dracula possède un charme indéniable, une modestie sereine ».

### Depuis 2013: mise en scène au théâtre,VortexetLunettes noires
En octobre 2013, le Teatro Coccia (it) de Novare lui a commandé la mise en scène de la pièce Macbeth à l'occasion du bicentenaire de la naissance de Giuseppe Verdi. Argento a choisi de situer l'histoire dans le contexte de la Première Guerre mondiale et, fidèle à son style, a utilisé des effets spéciaux simulant des têtes coupées et beaucoup de sang, ainsi que des scènes à caractère sexuel. L'orchestre dirigé par Giuseppe Sabbatini (it) assurait la musique. Deux ans plus tard, il met en scène l'opéra Lucia di Lammermoor au théâtre Carlo-Felice de Gênes avec la soprano Desirée Rancatore et Gianluca Terranova dans les rôles principaux. En 2017, il reprend la mise en scène de la tragédie Salomé d'Oscar Wilde à la basilique Saint-François d'Assise, dans le cadre du projet Hommage à l'Ombrie, dirigé par la cantatrice Laura Musella. En 2019 sort un documentaire sur la personnalité et l'œuvre de Dario Argento réalisé par le critique français Jean-Baptiste Thoret, intitulé Dario Argento : Soupirs dans un corridor lointain. Le film présente une réflexion sur le temps qui passe en présentant deux entretiens entre Thoret et Argento, le premier à Turin en 2000 et le second à Rome en 2019.

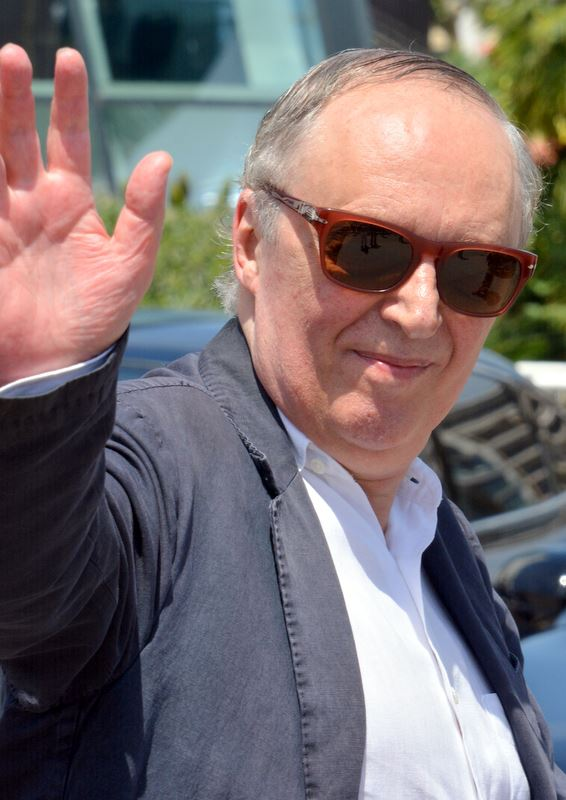
Le réalisateur au festival de Cannes 2017.

En 2021, il joue dans le film Vortex du cinéaste Gaspar Noé, un long métrage dramatique de style documentaire qui suit les derniers jours d'un couple de personnes âgées, interprété par Argento et Françoise Lebrun, l'actrice connue en France pour avoir été l'héroïne de La Maman et la Putain (1973) de Jean Eustache. Le fils qui rend visite au couple dans leur appartement est incarné par Alex Lutz. Argento a déclaré avoir beaucoup apprécié le tournage : « Gaspar m’a aisément convaincu d’accepter le rôle [...] Vortex est avant tout une histoire d’amour, entre homme et femme, entre parents et enfants. Je n’avais qu’à me laisser porter pendant le mois et demi qu’a duré le tournage. Je me suis mis au service de Gaspar ». Dans le film, le personnage joué par François Lebrun est malade. Dario Argento ajoute : « À mon âge, évidemment, le sujet me parle et cela d’autant plus que j’ai récemment perdu mon ex-compagne Daria Nicolodi, quelqu’un qui a beaucoup compté dans ma vie ». Le film a été présenté en avant-première au festival de Cannes 2021. La rédaction de Télérama est partagée sur le film, si Guillemette Odicino estime que « Vortex, sorte de testament avant l’heure, raconte, dans un vérisme cruel, à quel point le temps reste la drogue la plus toxique. Et son effet, irréversible », Louis Guichard juge que le film fait pâle figure à côté d'Amour (2012) de Michael Haneke sur un thème semblable, et que « Le principal geste artistique, dans Vortex, consiste donc à diviser sans cesse l’écran en deux : voilà bien la façon la plus démonstrative de signifier que la vieille dame et son mari sont coupés l’un de l’autre, bien que partageant jusqu’au bout leur déchéance ».
En novembre de la même année, le magazine NME annonce qu'Argento a terminé le tournage de son nouveau film, dix ans après la sortie de Dracula 3D. Intitulé Lunettes noires et mettant en vedette Ilenia Pastorelli et sa fille Asia, ce film raconte l'histoire d'une prostituée aveugle qui recueille un garçon asiatique afin d'affronter un criminel qui a affecté leurs deux vies dans le passé. Le réalisateur l'a défini comme « un giallo italien classique avec des touches d'épouvante » et comme une œuvre qui permet aux spectateurs de « pénétrer dans les quartiers, les maisons et les coutumes de la communauté chinoise de Rome, où ils ont créé un véritable Chinatown ». Lunettes noires a été distribué par la société française Wild Bunch, et a été présenté en avant-première à la Berlinale 2022. Alors que le duo de musique électronique Daft Punk avait exprimé son intérêt pour la composition de la bande originale du film, leur séparation soudaine en février 2021 a conduit Argento à confier la composition au musicien français Arnaud Rebotini, le fondateur du groupe Black Strobe. Le film est un des premiers à être commercialisé sur le marché des jetons non fongible : 588 exemplaires sont vendus en 48 heures.
Les critiques sont mitigées à bonnes. Guillaume Gas dans Abus de ciné y voit « le grand retour du maestro » : « Un vrai désir de cinéma, c’était tout ce qu’on espérait, et on l’a. La dernière fois que le grand Dario avait à ce point transpiré la grande forme, c’était avec Le Syndrome de Stendhal. Soit il y a très exactement vingt-cinq ans. Merci maestro, vous nous aviez tant manqué… ». Plusieurs critiques soulignent la tendresse qui se dégage de l'œuvre : « Le cœur du film ne réside donc pas dans une enquête tortueuse, d’ailleurs le script d’Argento, Franco Ferrini et Carlo Lucarelli n’en a ni les épaules ni la prétention, plutôt dans l’attachement entre Diana et Chin et leur solitude mutuelle à combler. Ce giallo est aussi plaisant car, quoique kitsch, il modernise bien certains aspects éculés du genre comme le sang irréaliste, les interminables courses-poursuites ou le travail du sexe qui n’est ici jamais une profession diabolisée ». D'autres y ont vu un film mou : d'après Alessandra Vignocchi « Un film qui ne semble pas se laisser influencer par l'époque actuelle, qui se réfugie dans la sécurité (désormais éventée) de ce qui est familier, qui n'essaie même pas de s'ouvrir à d'éventuelles révolutions, se limitant à refléter l'allure désormais fatiguée et déconcentrée de son auteur » ou d'après Raffaele Picchio « Ici, quelques éclairs de symbolisme fin commencent effectivement à émerger du scénario très mince, et même visuellement, il y a de tièdes références argentiennes (la mare de serpents, les animaux "enquêteurs"), mais on est plutôt énervé de voir comment tout reste si mou, mal réalisé et raconté, jamais aussi important qu'il aurait pu (et dû) l'être d'un point de vue symbolique et absolument insatisfaisant d'un point de vue visuel ». Néanmoins, ce film qui s'inscrit selon certains « dans l'ère post-#MeToo » « s’apprécie comme un opus d’apaisement et de réconciliation après plusieurs réalisations raillées. Les déçus de la dernière période apprécieront ce retour en forme notable, les exégètes pourront multiplier les visionnages d'un chant de cygne qui devraient logiquement les bouleverser ».

### Projets non aboutis
En 2014, il a lancé une campagne de financement participatif pour récolter des fonds pour son nouveau film, The Sandman, qui mettrait en scène le musicien de rock Iggy Pop. Le film raconte l'histoire de Nathan, un jeune homme qui assiste à la mort de sa mère aux mains d'un tueur en série connu sous le nom de The Sandman et qui, des années plus tard, doit l'affronter personnellement,. Bien que la campagne ait réussi à réunir près de 200 000 dollars, le projet ne s'est pas concrétisé à ce jour.
En 2019, certains médias en Italie ont annoncé qu'Argento reviendrait à la télévision avec un projet intitulé Longinus. Bien qu'aucun autre détail n'ait été fourni à l'époque, le magazine Deadline Hollywood a rapporté en octobre de la même année qu'il s'agit d'une série qui promet « des mystères de meurtres, du suspense et des révélations inattendues, des éléments ésotériques et des énigmes anciennes ». En avril 2021, le journal La Nazione a annoncé que le tournage avait été retardé en raison de l'état d'urgence causé par la pandémie de Covid-19 en Italie.
Lors d'une conférence de presse au Festival du film de Sitges 2019, il a indiqué qu'il travaillait sur un autre projet de télévision produit entre l'Espagne et l'Italie, intitulé Belle bimbe addormentate. Il a révélé que la série sera composée de quatre épisodes de cinquante minutes chacun, et qu'il sera chargé de réaliser le premier d'entre eux. Il a également déclaré que le tournage aurait lieu en extérieur à Rome, Barcelone et d'autres villes espagnoles.

## La patte Argento

### Influences
Argento était un lecteur assidu dans sa jeunesse, notamment de romans policiers. Dans sa biographie, il avoue avoir eu un intérêt particulier pour ce type de littérature : « Ces histoires pleines de morts avec un couteau dans le ventre, de strangulations, de mort-aux-rats dans la pâte à gâteau, ont provoqué en moi des émotions très fortes ». Il a également désigné les Histoires extraordinaires d'Edgar Allan Poe comme l'œuvre littéraire qui a cimenté sa fascination pour l'épouvante :

« J'avais soudain découvert un monde où l'on enterrait les gens vivants, où les chats emmurés révélaient la présence de cadavres, où l'on arrachait les dents et le cœur des êtres aimés [...] Dans ce monde, je me sentais enfin moi-même. »

— Dario Argento
D'autres œuvres mentionnés par le réalisateur comme influences dans ses premières années sont Don Quichotte de Miguel de Cervantes, Cyrano de Bergerac d'Edmond Rostand, L'Enfant de volupté de Gabriele D'Annunzio et Les Mille et Une Nuits. Il se référait au romancier américain Nathaniel Hawthorne comme à un écrivain « qui n'avait pas peur de provoquer le trouble » et qui exerçait sur lui « une sombre fascination ». Bien qu'il ne soit pas un grand amateur de télévision, il appréciait, à l'adolescence, les séries La Quatrième Dimension et Alfred Hitchcock présente,.

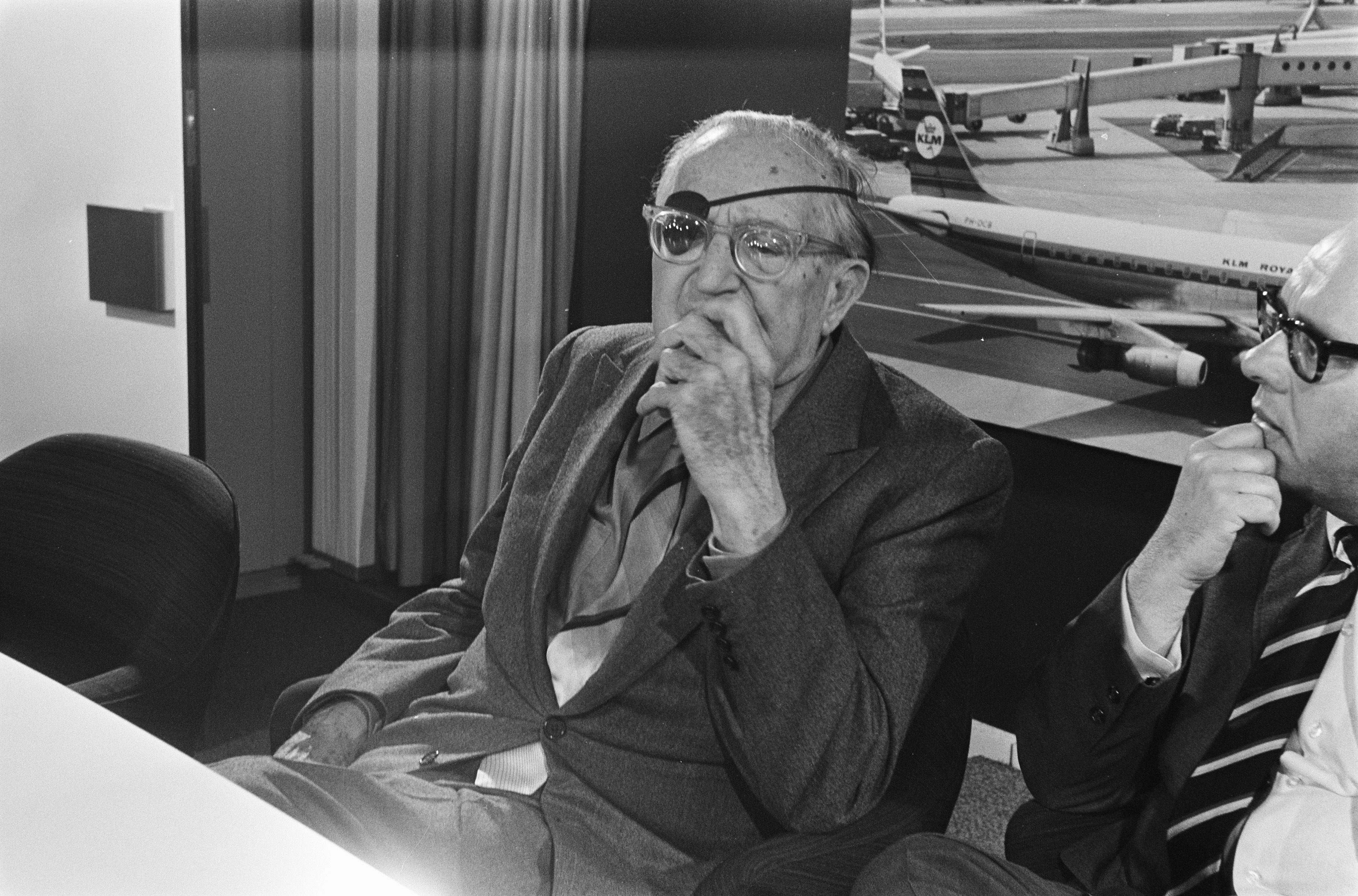
Fritz Lang est un des cinéastes qui a le plus marqué Argento.

Sa première expérience des films d'épouvante remonte à son enfance avec Le Fantôme de l'Opéra (1943) d'Arthur Lubin, un film qui l'a inspiré pour réaliser sa propre version en 1998. Dans un entretien pour la revue Interview, il a révélé que lorsque le cinéma giallo est devenu populaire en Italie dans les années 1960, il s'est passionné « pour ses énigmes, le charme de l'interdit, les histoires d'amour impossibles, les rebondissements sensationnels et [pour avoir] une intrigue pas trop linéaire ». Il a qualifié les films de Riccardo Freda et Mario Bava — deux représentants éminents de ce genre — de « beaux et excitants ». Il a déclaré que le film Le Cauchemar de Dracula (1958), réalisé par Terence Fisher et mettant en vedette Christopher Lee, a été une grande source d'inspiration pour le tournage de son propre film de 2012 adapté du roman de Bram Stoker : « C'est le premier film de vampires que j'ai vu, j'ai été impressionné par la bouche pleine de sang et le visage furieux de Lee ». Pour Argento, L'Homme-léopard de Jacques Tourneur (1943) a inventé le personnage du tueur en série tel qu'on le représente aujourd'hui.
Outre l'épouvante et le suspense, il se passionnait pour le cinéma américain des années 1940 et 1950 et pour le cinéma expressionniste allemand, qu'il a mentionné comme une influence majeure sur sa carrière lors du festival du film de Sitges 2012, et surtout Fritz Lang qui est selon Jean-Baptiste Thoret le cinéaste qui a le plus marqué Argento et que ce dernier déclare d'ailleurs « adorer », notamment au travers du film Le Testament du docteur Mabuse (1933). La demeure du personnage incarné par Michael Brandon dans Quatre Mouches de velours gris (1971) est d'ailleurs située rue Fritz-Lang dans le film (la scène est en fait tournée dans la Viale dell'Esperanto). Lors du même festival, Argento a également fait allusion aux cinéastes Ingmar Bergman et Alfred Hitchcock comme des sources d'inspiration évidentes dans son travail. Quand sa fille Asia a commencé à beaucoup aller au cinéma à 14 ans, Dario lui a d'abord conseillé de visionner toute la filmographie de Luis Buñuel, le « maître du rêve au cinéma » selon lui, qui l'aurait particulièrement influencé pendant la réalisation du Syndrome de Stendhal (1996). Quant aux cinéastes italiens, il a révélé dans son livre qu'il suivait de près le travail de Luchino Visconti, Michelangelo Antonioni et Federico Fellini, et qu'il a même eu l'occasion d'assister au tournage du film de ce dernier, Juliette des esprits (1965), ce qui lui a permis d'« observer de très près » sa façon de travailler. Il a déclaré que Sergio Leone lui a appris « le rôle crucial du maniement de la caméra dans la réalisation d'un film », une leçon qu'il a décrite comme « décisive pour sa carrière ».
Le mouvement cinématographique Dogme95, initié en 1995 par Lars von Trier et Thomas Vinterberg, a servi de référence pour l'éclairage de plusieurs scènes de Card Player (2004), film pour lequel il s'est tourné vers le chef opérateur Benoît Debie pour sa « prouesse technique » dans Irréversible (2002) de Gaspar Noé. Quant au cinéma d'épouvante moderne, il a affirmé que des films comme Get Out (2017) et Hérédité (2018) l'ont « frappé pour la beauté de leur photographie, de leur intrigue et de leur production ».

### Techniques cinématographiques
Lors d'un entretien pour Interview, le réalisateur a déclaré que son travail de caméra caractéristique n'est pas l'aboutissement d'une longue maturation : « cela ne [me] prend pas des semaines ou des années, c'est plus comme un coup de tonnerre dans mon cerveau, une intuition ». Il définit en outre ses deux travaux de caméra les plus complexes : une longue séquence aérienne tournée dans Tenebrae avant un double meurtre montrant l'intérieur d'une maison à travers ses fenêtres, réalisée avec une grue Louma, et un plan subjectif d'un corbeau en plein vol dans l'une des scènes de Terreur à l'opéra, réalisé au moyen d'une grue avec un bras mécanique rotatif télécommandé.
Il a déclaré que le plan dans lequel le personnage joué par Mimsy Farmer est décapité dans Quatre Mouches de velours gris lors d'un accident de voiture le rendait très fier : il a réalisé cette scène à l'aide d'une caméra allemande à grande vitesse appelée Pentazet. Pour le plan enregistré sur la piazza C.L.N. de Turin dans Les Frissons de l'angoisse, il a utilisé une plate-forme de douze mètres de haut appelée Chapman, afin de « donner de la profondeur ». Dans le même film, il a utilisé une micro-caméra Snorkel pour « se faufiler dans les espaces les plus étroits et les plus inaccessibles » lors des plans des objets « fétiches » du tueur, tels que des poupées, des figurines et des billes.

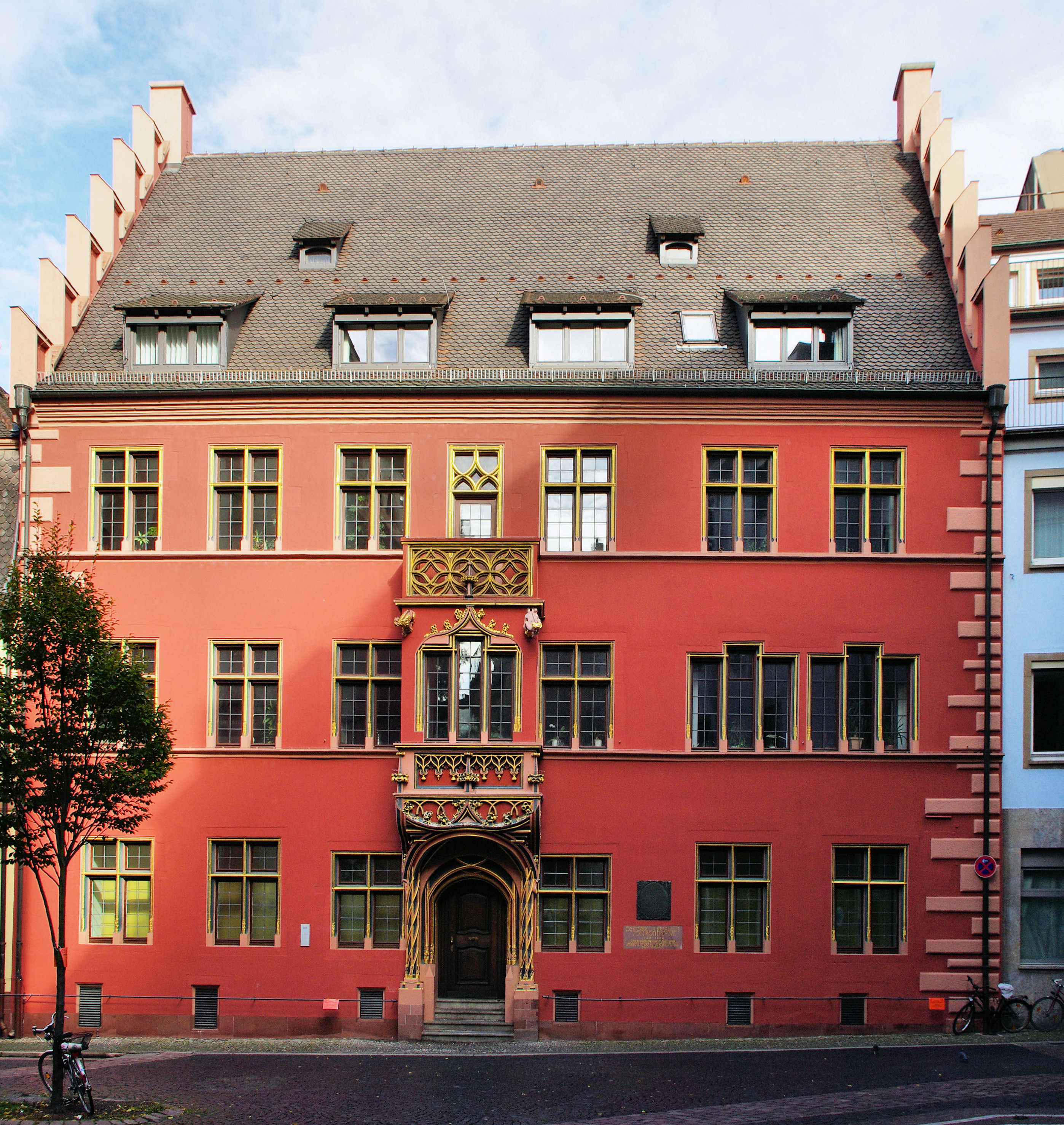
La façade de la Haus zum Walfisch à Fribourg-en-Brisgau utilisée dans Suspiria (1977). Il s'agit de l'un des derniers films à utiliser le technicolor.

Pour Suspiria, il a utilisé une pellicule Kodak à faible sensibilité qui pouvait être peinte à volonté pendant la phase de tirage grâce à un procédé appelé Tri-Pack. Le film est remarquable par la présence de couleurs fortes, qui, selon Argento lui-même, ont été obtenues grâce à l'utilisation de projecteurs de 10 000 watts qui illuminaient entièrement le plateau pendant le tournage. Le réalisateur a affirmé que Suspiria était l'un des derniers films de l'histoire à utiliser le technicolor. Le dessin animé des studios Disney Blanche-Neige et les Sept Nains (1937) a servi d'inspiration « pour [son] contraste de couleurs et son éclairage expressionniste »,.
Dans Inferno, il voulait que le sommeil soit l'élément dominant, ce qui, selon le réalisateur, est visible dans une scène qui se déroule entièrement sous l'eau. Pour obtenir un effet similaire dans Trauma, il a rempli les pièces de fumée. Ce film particulier était la première fois qu'il utilisait l'EditDroid, un système de montage analogique informatisé créé par l'équipe de Lucasfilm et qui lui permettait de raccourcir le temps de postproduction. Il a d'abord envisagé d'utiliser des insectes mécaniques dans Phenomena, mais a finalement décidé d'acquérir environ six millions de larves de vraies mouches. Il a avoué que la manipulation de ces animaux était particulièrement difficile, car il devait utiliser de minuscules sangles en nylon pour « déplacer les mouches comme des cerfs-volants sans les blesser ».
Le Syndrome de Stendhal a été le premier film dans lequel il a expérimenté la technologie numérique, lui permettant de filmer une scène montrant le chemin que prend une pilule après avoir été avalée. Il a embrassé l'utilisation de l'image de synthèse pour la première fois dans La Troisième Mère, bien que le résultat n'ait généralement pas été plébiscité par la critique, étant décrit comme des « effets numériques primitifs » et des « trucs horribles de la vieille école »,. Il a eu l'occasion d'incorporer la technologie 3D pour la première fois en 2012 avec Dracula. Dans une interview pour le site Daily Dead, il a déclaré avoir utilisé cette technique « pour explorer la profondeur des scènes », car il voulait « mettre le public dans la scène, et même l'immerger dans les bois ».

### Inspirations et méthodes scénaristiques
Si les œuvres littéraires ont été une importante source d'inspiration pour Argento, il s'est également inspiré d'expériences personnelles, d'événements de la vie quotidienne ou même de cauchemars pour créer ses histoires. Par exemple, il a été inspiré pour écrire Ténèbres par les appels téléphoniques menaçants constants d'un admirateur obsessionnel ; l'histoire de Phenomena est née après avoir vu un reportage sur l'entomologie médico-légale ; il a décidé d'écrire Terreur à l'opéra après avoir été démis de ses fonctions de metteur en scène de la pièce Rigoletto ; et pour Trauma, il a créé un personnage souffrant d'anorexie en hommage à une personne de sa famille qui souffrait de ce trouble alimentaire. Il a également réalisé ses propres adaptations de classiques littéraires et cinématographiques tels que Le Fantôme de l'Opéra ou Dracula,, et pour Cinq Jours à Milan, il a pris comme contexte l'événement historique connu sous le nom des cinq journées de Milan.
Dans son livre, il a déclaré qu'il lui arrivait de se remémorer des scènes de films classiques avec son collaborateur régulier Franco Ferrini pour élaborer les esquisses de ses scénarios : « Nous nous racontons les scènes qui nous ont le plus plu, les intrigues qui nous sont restées en tête [...] Ensuite, à partir de ces suggestions, de ces traces, nous extrayons lentement ce dont nous avons besoin et le façonnons en fonction de nos objectifs ». Lorsqu'il s'agit d'écrire le scénario, Argento se rend dans un endroit calme et solitaire pour atteindre la concentration nécessaire. Pendant cette phase d'« isolement total », comme le définit lui-même le cinéaste, il se tient à l'écart de toute influence extérieure, comme les appels téléphoniques ou les visites. Inspiré par la pratique des scénaristes américains, il prépare un story-board détaillé juste avant le début du tournage. En ce qui concerne la langue parlée dans ses premiers films, les acteurs utilisent leur langue maternelle, comme dans la plupart des films italiens de l'époque, et le doublage se fait a posteriori, y compris en italien. Alors que tous ses films jusqu'à Ténèbres (1982) sont tournés en italien, il inaugure avec Phenomena (1985) une écriture et un tournage en anglais, pour des raisons marketings et parce que les acteurs principaux Jennifer Connelly et Donald Pleasence sont anglophones, ce qu'il renouvellera pour Deux Yeux maléfiques (1990), Trauma (1993), tous deux tournés aux États-Unis, ainsi que Giallo (2009) ou Dracula (2012). Il reviendra à des tournages en langue italienne avec Terreur à l'opéra (1987), Le Syndrome de Stendhal (1996), Le Fantôme de l'Opéra (1998), Le Sang des innocents (2001), Card Player (2004), La Troisième Mère (2007) ou Lunettes noires (2022).

### Thématiques et leitmotivs
Toutes ses œuvres appartiennent aux genres du giallo ou du cinéma d'épouvante fantastique, à la seule exception des Cinq Jours à Milan. Ses gialli suivent le schéma traditionnel du genre : un tueur psychopathe qui traque ses victimes — le plus souvent des femmes — et les tue, généralement avec des armes blanches. Ce personnage porte des gants noirs pour commettre ses crimes, un détail qui est devenu un leitmotiv dans ses films. Depuis L'Oiseau au plumage de cristal, c'est le réalisateur lui-même qui se charge d'interpréter les gestes du tueur, et ce sont donc ses mains qui apparaissent à l'écran dans les scènes de meurtre. Pour développer les motivations de ses méchants, Argento a étudié les textes du neurologue Sigmund Freud afin de « retrouver les stimuli enfouis dans l'inconscient [et] les traumatismes dormants soudainement mis en lumière ». Un des objectifs d'Argento est de retranscrire au cinéma les cauchemars des spectateurs, ce qui donne une dimension universelle au genre.
Les gros plans sont un autre leitmotiv dans son travail, en particulier ceux centrés sur les yeux. « J'ai toujours eu un intérêt particulier pour les yeux : les gros plans d'iris, le plan subjectif, le voyeurisme [...] Le thème de la vision traverse tous mes récits : je n'ai jamais cessé d'explorer la condamnation de ceux qui ont trop vu, ou de ceux qui ne se souviennent pas de ce qu'ils ont vu », a-t-il déclaré dans Paura. D'autres éléments soulignés par le cinéaste comme habituels et importants dans ses films sont l'analepse ou flashback ainsi que la multiplication de fausses pistes, ainsi qu'une bande son qui contribue à générer de la tension, un élément qu'il considère comme un « caractère important » de ses films. En ce qui concerne les lieux de tournage, il a toujours préféré les sites riches en architecture classique comme les villes de Rome et de Turin. Il a eu l'occasion de visiter cette dernière dans son enfance et a été impressionné par son « ambiance mélancolique et inquiétante », et c'est pour cette raison qu'il l'a choisi comme lieu de tournage pour plusieurs de ses films, à commencer par Le Chat à neuf queues (1971). Un autre exemple de l'importance du lieu de tournage et des références historiques qu'il charrie est Ténèbres, un long métrage tourné presque entièrement dans le quartier romain de l'Esposizione Universale di Roma (EUR), quartier imaginé par Mussolini célébrant les vingt ans du fascisme et resté inachevé depuis la Seconde Guerre mondiale.
Il introduit le premier élément surnaturel de sa filmographie dans Les Frissons de l'angoisse, dans une scène où un médium prédit une série de meurtres. Cette composante devient beaucoup plus importante dans sa trilogie des trois mères, dans ses films basés sur des monstres cinématographiques classiques comme Dracula, et dans ses collaborations avec Romero, Bava et Soavi. Bien qu'il soit présent dans une grande partie de son œuvre, Argento a déclaré qu'il ne croit pas au surnaturel, mais plutôt « aux coïncidences et aux coups du sort ».

### Collaborations récurrentes

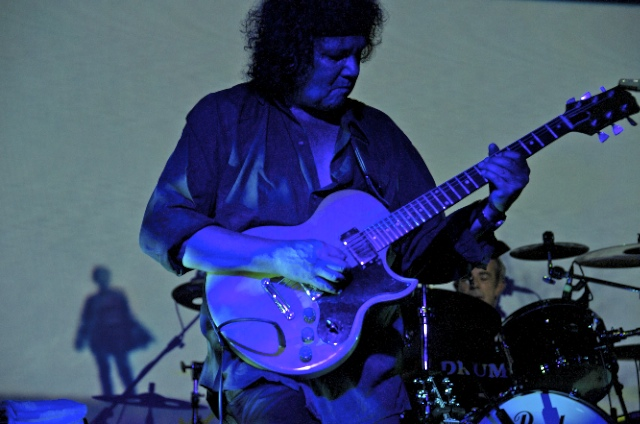
Le groupe italien de rock progressif Goblin a composé la bande originale de plusieurs des films d'Argento.

Depuis Trauma (1993), sa fille Asia a joué dans tous ses films, à l'exception du Sang des innocents, Card Player et Giallo. Argento a avoué dans son livre que la raison pour laquelle il a fait jouer sa fille cadette dans ses œuvres, outre son talent, était qu'il voulait réaliser une sorte de journal intime montrant son évolution en tant qu'actrice. Daria Nicolodi, la compagne du réalisateur entre 1974 et 1985, a joué dans les films Les Frissons de l'angoisse, Inferno, Ténèbres, Phenomena, Terreur à l'opéra et La Troisième Mère. Ce dernier film a enregistré la seule apparition simultanée d'Asia et Nicolodi, qui dans l'histoire sont également mère et fille. Pendant ce temps, leur fille aînée Fiore a joué des rôles mineurs dans Phenomena, Card Player et Démons.
Le père de Dario, Salvatore Argento, a tenu un rôle décisif dans la carrière de son fils, car c'est grâce à son intervention que le réalisateur a eu l'occasion de travailler au début de sa carrière avec le scénariste Sergio Amidei et d'être remarqué pour l'écriture de scénarios. Il a également collaboré à la production des sept premiers films de son fils, jusqu'à ce que sa santé se dégrade au mitan des années 1980. De même, son frère Claudio a joué le rôle de producteur ou de producteur délégué dans une grande partie de sa filmographie. Franco Ferrini a commencé sa collaboration en tant que coscénariste sur Phenomena, et il a ensuite travaillé sur la grande majorité des œuvres d'Argento, y compris des films produits par l'Italien comme Sanctuaire et les deux premiers volets de la saga des Démons.
Il a commencé sa collaboration avec le groupe de rock progressif Goblin sur la bande originale des Frissons de l'angoisse, et à partir de ce moment-là, le groupe — ou des membres du groupe comme le claviériste et compositeur Claudio Simonetti — a fourni la musique de tous ses films suivants, à l'exception d'Inferno, Trauma, Le Syndrome de Stendhal, Giallo et Lunettes noires. Ennio Morricone était un autre collaborateur musical fréquent d'Argento, crédité comme compositeur sur cinq de ses longs métrages, tout comme Keith Emerson, qui a composé la musique d'Inferno et de Sanctuaire,.

## Vie privée

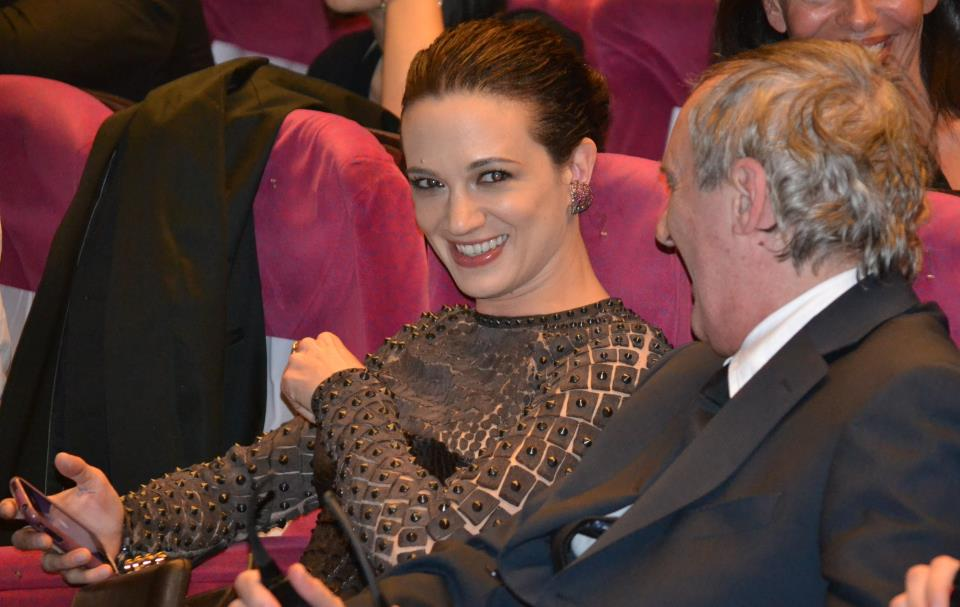
Asia Argento et Dario au Festival de Cannes 2012. Asia a joué dans six des films réalisés par son père.

Dario Argento a épousé la restauratrice Marisa Casale en 1968, qu'il a rencontrée grâce à sa sœur Floriana. Casale est l'arrière-petite-fille du compositeur, pianiste et chef d'orchestre italien Alfredo Casella. Le 3 janvier 1970 naît Fiore, la seule fille qu'il a eue de sa relation avec Casale, de laquelle il se sépare en 1972. Il entame une brève relation avec l'actrice Marilù Tolo pendant le tournage de Cinq Jours à Milan (1973), et un an plus tard, il entame une liaison avec Daria Nicolodi, une actrice qui joue l'un des rôles principaux dans Les Frissons de l'angoisse (1975). Asia, sa deuxième fille, naît le 20 septembre 1975.
Bien que Nicolodi ait travaillé avec Argento à l'élaboration du scénario de Suspiria, ce dernier a décidé de donner le rôle principal de Suzy Banyon à l'Américaine Jessica Harper pour des raisons commerciales, alors que Nicolodi était intéressé par ce rôle depuis le début. Cela a conduit à une première rupture de la relation, et bien qu'il y ait eu une réconciliation ultérieure, le couple a décidé de se séparer au milieu des années 1980.
Juste avant le tournage de Phenomena, le réalisateur a commencé à souffrir d'épuisement et d'un dégoût pour la nourriture. Il a donc passé du temps à la clinique Bircher-Benner de Zurich pour traiter ses troubles alimentaires. Par la suite, il a renoncé à l'alcool et a suivi un régime végétarien, bien que pendant son séjour aux États-Unis au début des années 1990, il ait recommencé à consommer de la viande. Dans son livre, il écrit avoir fumé régulièrement des cigarettes « entre trente et soixante-dix ans », et avoir consommé de la marijuana ou du haschich tous les jours jusqu'à ce qu'il développe un asthme et doive y renoncer. Pendant le tournage des Frissons de l'angoisse, il a essayé la cocaïne pour la première fois, mais à la fin des années 1970, il l'a complètement abandonnée lorsqu'il a commencé à ressentir des effets secondaires indésirables. Il a déclaré qu'il n'avait jamais eu de problèmes sérieux liés à la consommation de drogues, et qu'il n'avait pas besoin de drogues pour activer sa créativité.

### Positionnement politique
Dans son livre, il révèle qu'il se situe politiquement à gauche et que, dans sa jeunesse, il était militant du parti communiste italien et de l'ancienne organisation opéraïste de « gauche extraparlementaire » Lotta continua. Cependant, il n'est jamais devenu un membre officiel de l'organisation, ce qui, selon lui, lui a permis d'« éviter les purges internes ». Ses opinions politiques ne sont pas du goût de ses parents, qui se situent à l'autre extrémité de l'échiquier politique. Élevé dans le catholicisme romain, il partageait avec sa grand-mère Laudomia « les prières, le chapelet et le rite de la communion ».

## Polémiques
L'accueil des films d'Argento n'a pas été exempt de polémiques et de censure, notamment en raison des scènes de violence présentes dans certains d'entre eux. Les femmes étant les victimes les plus courantes des meurtres qu'il dépeint à l'écran, il a été accusé de misogynie presque dès le début de sa carrière. Dans son livre, il explique : « Dans mes films, je tue plus de femmes parce que je les aime davantage. J'aime travailler avec elles, j'ai des affinités avec elles, c'est donc instinctif pour moi de mettre les femmes au centre d'une action cruciale ». Nombre de ses films ont été interdits dans certains pays ou ont fait l'objet de montages et de coupes pour réduire le contenu violent, ce contre quoi le réalisateur a déclaré avoir dû lutter toute sa vie. Dans son autobiographie Paura, il a déclaré que son combat contre la censure remonte à son enfance, lorsque sa grand-mère Laudomia ne lui permettait pas de regarder certains films qu'elle jugeait inadaptés à son jeune âge. Il a également avoué qu'il a toujours préféré la censure préventive — appliquée au scénario ou au stade du montage — à la coupure d'un film fini, qui affecte selon lui la valeur artistique de l'œuvre :

« De la censure sauvage pour permettre le visionnage aux mineurs dans un espace télévisuel protégé, ou encore la suppression de séquences entières ou de lignes de dialogue jugées "inconvenantes", aboutissent à un déroulement irrationnel, voire incompréhensible, des événements relatés au cours de l'histoire. »

En représailles aux critiques négatives et à la censure, Argento a décidé d'augmenter le nombre de meurtres à l'écran dans Ténèbres (1982). L'une de ces scènes les plus marquantes présente le personnage joué par l'actrice Veronica Lario se faire brutalement sectionner le bras à la hache, ce qui produit le jaillissement à profusion de sang sur un mur blanc. Quand l'actrice Veronica Lario s'est marié en 1990 avec l'homme politique et magnat des médias Silvio Berlusconi, le film a été interdit de diffusion à la télévision italienne. Selon Alan Jones, Berlusconi « ne voulait pas que le public voie [Lario] aussi sauvagement assassinée, même si c'était dans un film réalisé par le plus grand spécialiste de l'épouvante de son pays ».
Après la sortie de La Troisième Mère (2007), les accusations de misogynie se sont intensifiées. Une scène en particulier, représentant l'empalement d'une femme, s'est attiré les foudres de critiques américains tels que Michael Koresky d'Indiewire, qui a déclaré dans sa critique : « C'est grand-guignolesque, certes, mais lorsqu'Argento juge bon de punir un couple de lesbiennes en leur tailladant les seins et en les empalant avec une longue barre de fer phallique entre les jambes, la défense auteuriste maladroite du réalisateur ne suffit plus pour occulter sa misogynie ». Mick LaSalle a également décrié ce type de violence dans sa critique pour le San Francisco Chronicle.

### Démêlés judiciaires
En juin 1985, Argento a été arrêté à son domicile à Rome et emmené dans la prison de Regina Cœli, où il a passé deux nuits,. Dans son autobiographie, il a précisé que cet incident s'était produit parce que la police des stupéfiants avait saisi une enveloppe scellée contenant quatre grammes de cocaïne en provenance du Pérou et adressée à son domicile de la Piazza dei Martiri de Belfiore, bien qu'il n'ait jamais connu l'identité de l'expéditeur. Il a été libéré après une perquisition de ses biens, au cours de laquelle les autorités n'ont rien trouvé qui le rattache au trafic de drogue.

## Postérité
Son travail est considéré comme influent dans le domaine du cinéma d'épouvante et d'angoisse. Lors d'un entretien en 2012, le cinéaste a déclaré qu'il n'a pas seulement servi d'influence au cinéma italien, mais qu'il a réussi à traverser les frontières et à devenir une référence pour le cinéma gore américain des années 1980 et le cinéma d'épouvante asiatique moderne. Bien que Mario Bava soit crédité de la création du cinéma giallo avec son film La Fille qui en savait trop (1963), Argento est crédité de la popularisation du genre au niveau international, et il est couramment surnommé le Maestro del brivido. Dans le sillage de la trilogie animalière d'Argento, des gialli vont multiplier les allusions aux animaux dans leurs titres, comme La Tarentule au ventre noir de Paolo Cavara, La Queue du scorpion de Sergio Martino, Un papillon aux ailes ensanglantées de Duccio Tessari, L'Iguane à la langue de feu de Riccardo Freda, La Sangsue d'Alfredo Rizzo, Plus venimeux que le cobra de Bitto Albertini, Il gatto dagli occhi di giada d'Antonio Bido, Chats rouges dans un labyrinthe de verre d'Umberto Lenzi, La volpe dalla coda di velluto de José María Forqué, Il sorriso della iena de Silvio Amadio, Le Prisonnier de l'araignée d'Antonio Margheriti.

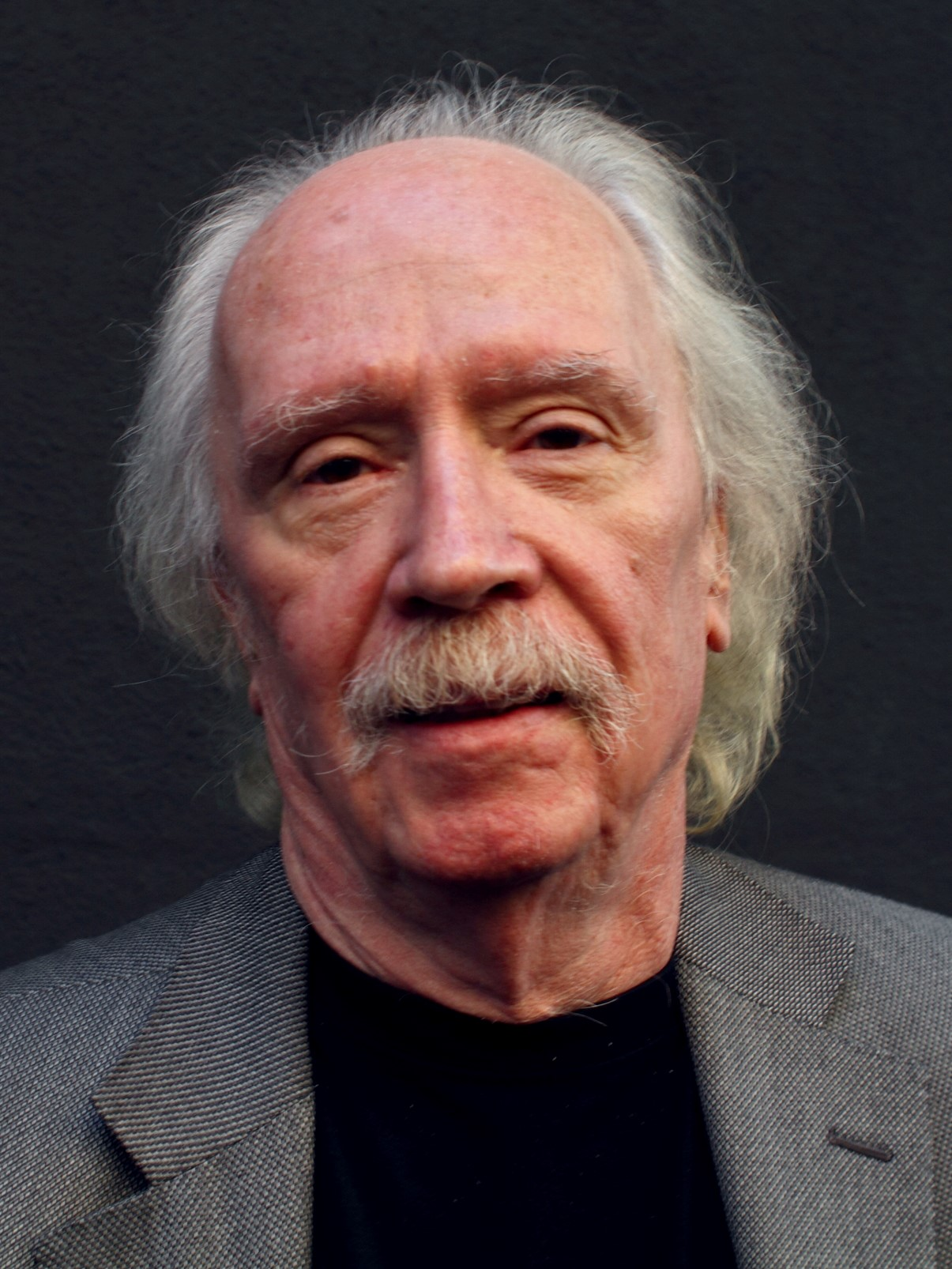
L'Américain John Carpenter se dit passionné par le film Suspiria et la musique dHalloween : La Nuit des masques (1978) est inspirée de la bande originale des Frissons de l'angoisse.

Le réalisateur américain John Carpenter a mentionné Suspiria comme l'un de ses cinq films préférés de tous les temps, et a avoué à Argento qu'il s'était inspiré de la musique des Frissons de l'angoisse pour composer le thème principal de son film Halloween : La Nuit des masques (1978). Quentin Tarantino a décrit l'expérience qu'il a vécue en voyant Les Frissons de l'angoisse au cinéma lorsqu'il était adolescent comme « absolument palpitante ». Stephen King a dit au cinéaste qu'il avait apprécié Suspiria et que la scène où les larves tombent du plafond l'avait impressionné, ce qu'il n'a pas manqué de mentionner dans son essai Anatomie de l'horreur (1981). Eli Roth a inclus L'Oiseau au plumage de cristal, Les Frissons de l'angoisse et Suspiria dans sa liste des meilleurs slashers de tous les temps.
En 2017, le réalisateur mexicain Guillermo del Toro a mené une campagne pour ramener Suspiria dans les salles de cinéma, qu'il a qualifié d'« œuvre de pure folie et joie cinématographique » et de film qui « prend le giallo et ajoute quelque chose de nouveau qui en fait officiellement une œuvre d'art puissante et innovante ». Le réalisateur français Christophe Gans est un aficionado de longue date du réalisateur italien, ayant intitulé son premier court-métrage en 1981 Silver Slime (litt. « bave d'argent » en anglais), dont le titre italien Bava d'Argento est un hommage aux deux maîtres de l'horreur italien Mario Bava et Dario Argento. Le duo français de musique électronique Daft Punk a exprimé son admiration pour le travail du réalisateur en général, et l'a approché pour travailler sur la bande originale de Lunettes noires, bien que la collaboration ne se soit pas concrétisée. L'écrivaine japonaise Banana Yoshimoto considère Argento comme son cinéaste préféré et le musicien de rock Alice Cooper a inclus Suspiria parmi ses films d'épouvante préférés. La bande originale de ce dernier a servi d'inspiration pour la musique des films Beyond the Black Rainbow (2010) et The Void (2016), et le réalisateur britannique Edgar Wright l'écoutait en écrivant l'histoire de son film Shaun of the Dead (2004). La saga de jeux vidéo de survival horror Clock Tower, créée par Hifumi Kōno, s'est directement inspirée de Phenomena. Le nom de la protagoniste du jeu est Jennifer, tout comme le personnage principal du film d'Argento. La marionnette de la saga Saw utilisée par le personnage du Tueur au Puzzle est directement inspirée d'une poupée mécanique qui apparaît dans Les Frissons de l'angoisse,.
Le réalisateur italien Luca Guadagnino a déclaré dans une interview accordée au Guardian qu'après avoir regardé Suspiria dans sa jeunesse, il rêvait de réaliser sa propre version. Il a pu concrétiser son projet en 2018 avec Dakota Johnson, Tilda Swinton, Mia Goth, Chloë Grace Moretz et Sylvie Testud dans les rôles principaux, bien que son histoire diffère à plusieurs égards de l'original. Guadagnino a déclaré que, plutôt qu'une adaptation, il s'agit d'un « hommage à l'incroyable émotion qu'il a ressentie en le voyant ». Argento, en revanche, a émis des réserves sur le fait que son collègue ait trahi l'esprit du film original.
Des médias américains tels que les magazines Far Out et PopMatters et les sites web CBR et Fandango l'ont inclus dans leurs listes des meilleurs ou des plus influents réalisateurs d'épouvante de l'histoire,,,. Rotten Tomatoes a ajouté cinq de ses films à sa liste des 200 meilleurs films d'horreur de tous les temps, et le site web de cinéma indépendant Indiewire a ajouté Inferno, Suspiria et Les Frissons de l'angoisse à sa liste des meilleurs films d'épouvante de l'histoire. Le magazine Harper's Bazaar a inclus Suspiria dans son classement des 55 films les plus effrayants, tandis qu'Esquire l'a placé avec Les Frissons de l'angoisse dans sa liste des 65 films les plus effrayants de tous les temps. Empire l'a placé en douzième position dans son classement des cinquante plus grands films d'épouvante. Dans la liste des 25 meilleurs films d'épouvante de tous les temps établie par Screen Rant, Inferno se classe au septième rang et dans le livre 1 001 films à voir avant de mourir, Suspiria et L'Oiseau au plumage de cristal figurent dans la liste.
De même, sa carrière a servi de référence pour la publication de documentaires tels que Le Monde de l'horreur de Michele Soavi (1985), Dario Argento : An Eye for Horror de Leon Ferguson (2000) et Dario Argento : Soupirs dans un corridor lointain de Jean-Baptiste Thoret (2019) et de livres biographiques tels que Dario Argento : il brivido, il sangue, il thrilling de Fabio Giovanni (1986), Dario Argento : le montreur d'ombres de Gérard Noël (2000), Dario Argento, magicien de la peur de Jean-Baptiste Thoret (2004), Confessioni di un maestro dell'horror de Fabio Maiello (2007), Dario Argento : le règne animal de Thibault Loucheux (2015) et La paura, la vittima, il colpevole de Katia Amadio (2019).

### Bandes dessinées
Fortement influencé par les thèmes et l'esthétique du cinéma de Dario Argento, l'auteur et scénariste Tiziano Sclavi (dont le pseudonyme de jeunesse n'était pas par hasard Francesco Argento) rend hommage au réalisateur romain à de nombreuses reprises, plus ou moins directement, dans les pages du fumetto Dylan Dog, qu'il a créée. En particulier, Argento apparaît, mêlé à la foule, dans une caricature du cinquième numéro de Dylan Dog, Gli uccisori (février 1987), écrite par Sclavi et dessinée par Luca Dell'Uomo. En décembre 1990, les Éditions Eden de Rome lancent dans les kiosques, sous la direction de Luigi Cozzi, de Dino Leonetti et Massimo Moscati, le mensuel au format bonellien Dario Argento presenta Profondo Rosso, qui propose dans chaque numéro de courtes histoires d'horreur en noir et blanc conçues par des dessinateurs comme Davide Longoni, Giorgio Montorio (it), Giancarlo Olivares et Giancarlo Tenenti (it), ainsi que par l'auteur des jaquettes Luca Vannini. Argento agit en tant que « présentateur » des différents épisodes de la série, dont un total de treize numéros plus deux albums spéciaux sont publiés. En 2016, les Éditions Profondo Rosso de Rome ont réédité certaines des bandes dessinées parues initialement dans le mensuel dans le cadre du livre Gli incubi di Dario Argento, édité par Luigi Cozzi. En août 2018, Sergio Bonelli Editore a publié le no 383 de Dylan Dog, Profondo nero, dont le scénario porte la signature de Dario Argento. Outre le réalisateur, les auteurs de l'épisode sont le scénariste Stefano Piani (it) et l'illustrateur Corrado Roi (it). Le numéro de mai 2022 du mensuel Linus est largement consacré à Dario Argento, à commencer par la couverture dessinée par Alice Iuri. Cinq bandes dessinées célébrant le réalisateur apparaissent à l'intérieur du magazine : Dario de Massimo Giacon, Un tulpa per amico de Squaz, Oltre il cinema di Argento de Sergio Algozzino (it), Suspiria. Sussurate, sospirate, le streghe sono tornate de Danilo Maramotti et Argento tenebra de Giuseppe Pollicelli (it) et Sudario Brando (pseudonyme de Francesco Siena).

## Distinctions
Argento a remporté le Globe d'or pour L'Oiseau au plumage de cristal dans la catégorie du meilleur premier film en 1970, et a été nommé aux prix Edgar-Allan-Poe un an plus tard dans la catégorie du meilleur film pour son travail sur le même long métrage. Au festival du film des îles Féroé de 1975, il a été nommé au Train d'or et, un an plus tard, il a remporté la médaille d'or du meilleur réalisateur au festival du film de Sitges, tous deux pour Les Frissons de l'angoisse,. Au Festival international du film fantastique de Porto, il a été nommé au Prix international du film fantastique pour son travail sur les films Phenomena et Terreur à l'opéra, respectivement en 1986 et 1990. En 2006, il a été nommé au prix du meilleur téléfilm pour Vous aimez Hitchcock ? aux prix Sant Jordi du cinéma, et en 2013, il a été nommé au prix du public pour Dracula au Festival international du film de Chicago.
Il a également reçu des prix spéciaux pour sa carrière artistique lors d'événements tels que les prix Flaiano et CinEuphoria, ainsi qu'aux festivals de Porto, Locarno, Amsterdam et Manille. En 1985, le Fantafestival lui a décerné le prix spécial FantaItaly, tandis qu'en 1999, il a reçu le prix honorifique Máquina del Tiempo au festival de Sitges et, un an plus tard, le prix Maverick au festival Cinequest de San José. Lors du gala du festival du film de Capri, il a reçu le prix Capri Legend en 2010 et en 2014, il a reçu le prix Maestro del Cine Fantástico au festival Nocturna de Madrid. Dario Argento a eu le droit à sa plaque d'honneur sur le Mur des cinéastes lors de son passage à l'Institut Lumière de Lyon pour sa venue en octobre 2010 et octobre 2018. Lors de ce passage, le film Suspiria en version aux couleurs restaurées a été projeté en sa présence. En 2019, il a reçu le prix spécial pour sa carrière artistique lors des David di Donatello.

## Filmographie

### Réalisateur et scénariste

#### Cinéma
- 1970 : L'Oiseau au plumage de cristal (L'uccello dalle piume di cristallo)
- 1971 : Le Chat à neuf queues (Il gatto a nove code)
- 1971 : Quatre Mouches de velours gris (Quattro mosche di velluto grigio)
- 1973 : Cinq Jours à Milan (Le cinque giornate)
- 1975 : Les Frissons de l'angoisse (Profondo rosso)
- 1977 : Suspiria
- 1980 : Inferno
- 1982 : Ténèbres (Tenebre)
- 1985 : Phenomena
- 1987 : Terreur à l'opéra (Opera)
- 1990 : Deux Yeux maléfiques (Due occhi diabolici) - segment Le Chat noir (Il gatto nero)
- 1993 : Trauma
- 1996 : Le Syndrome de Stendhal (La sindrome di Stendhal)
- 1998 : Le Fantôme de l'Opéra (Il fantasma dell'opera)
- 2001 : Le Sang des innocents (Non ho sonno)
- 2004 : Card Player (Il cartaio)
- 2007 : La Troisième Mère (La terza madre)
- 2009 : Giallo
- 2012 : Dracula (Dracula di Dario Argento)
- 2022 : Lunettes noires (Occhiali neri)

#### Télévision
- 1973 : Testimone oculare (4e épisode de la 1re saison de la série La porta sul buio)
- 1973 : Il tram (2e épisode de la 1re saison de la série La porta sul buio)
- 1987 : Gli incubi di Dario Argento, série de neuf épisodes de 3 minutes chacun.
- 2005 : Jenifer (4e épisode de la 1re saison de la série Les Maîtres de l'horreur)
- 2005 : Vous aimez Hitchcock ? (Ti piace Hitchcock ?), téléfilm
- 2006 : J'aurai leur peau (Pelts - 6e épisode de la 2e saison de la série Les Maîtres de l'horreur)

### Scénariste seulement
- 1967 : Requiem pour une canaille (Qualcuno ha tradito) de Francesco Prosperi
- 1968 : Cinq Gâchettes d'or (Oggi a me… Domani a te !) de Tonino Cervi
- 1968 : L'Enfer avant la mort (Comandamenti per un gangster) d'Alfio Caltabiano
- 1968 : L'Enfer de la guerre (Commandos) d'Armando Crispino
- 1968 : La Révolution sexuelle (La rivoluzione sessuale) de Riccardo Ghione
- 1968 : Il était une fois dans l'Ouest (C'era una volta il West) de Sergio Leone
- 1969 : Une corde, un colt… (Cimitero senza croci) de Robert Hossein
- 1969 : Disons, un soir à dîner (Metti, una sera a cena) de Giuseppe Patroni Griffi
- 1969 : Les héros ne meurent jamais (Probabilità zero) de Maurizio Lucidi
- 1969 : La Légion des damnés (La legione dei dannati) d'Umberto Lenzi
- 1969 : Cinq hommes armés (Un esercito di 5 uomini) de Don Taylor et Italo Zingarelli
- 1969 : La stagione dei sensi de Massimo Franciosa
- 1972 : Trinita tire et dit amen (Così sia) d'Alfio Caltabiano
- 1985 : Démons (Dèmoni) de Lamberto Bava
- 1986 : Démons 2 (Dèmoni 2... L'incubo ritorna) de Lamberto Bava
- 1989 : Sanctuaire (La chiesa) de Michele Soavi
- 1991 : La Secte (La setta) de Michele Soavi
- 1997 : Le Masque de cire (M.D.C. - Maschera di cera) de Sergio Stivaletti

### Producteur
- 1978 : Zombie (Dawn of the Dead) de George A. Romero
- 1985 : Démons (Dèmoni) de Lamberto Bava
- 1986 : Démons 2 (Dèmoni 2) de Lamberto Bava
- 1987 : Turno di notte, série télévisée de Lamberto Bava et Luigi Cozzi
- 1989 : Sanctuaire (La chiesa) de Michele Soavi
- 1991 : La Secte (La setta) de Michele Soavi
- 1997 : Le Masque de cire (Maschera di cera) de Sergio Stivaletti
- 2000 : Scarlet Diva d'Asia Argento
- 2021 : She Will de Charlotte Colbert

### Acteur
- 1966 : Scusi, lei è favorevole o contrario? d'Alberto Sordi : Le Prêtre
- 1970 : L'Oiseau au plumage de cristal (L'uccello dalle piume di cristallo) de Dario Argento
- 1971 : Le Chat à neuf queues (Il gatto a nove code) de Dario Argento
- 1971 : Quatre Mouches de velours gris (4 mosche di velluto grigio) de Dario Argento
- 1975 : Les Frissons de l'angoisse (Profondo rosso) de Dario Argento : Voix
- 1977 : Suspiria de Dario Argento : Voix / Personnage mystérieux au manteau / Reflet dans la vitre du taxi / Reflet du professeur Milus
- 1980 : Inferno de Dario Argento : Voix
- 1982 : Ténèbres (Tenebre) de Dario Argento : Voix
- 1985 : Phenomena de Dario Argento : Voix
- 1987 : Terreur à l'opéra (Opera) de Dario Argento : Voix
- 1992 : Innocent Blood de John Landis : l'ambulancier
- 1996 : Il cielo è sempre più blu d'Antonello Grimaldi
- 2010 : Tutti pazzi per amore (it) d'Ivan Cotroneo (série tv), saison 2, épisode 24
- 2016 : Blood on Méliès' Moon de Luigi Cozzi : lui-même
- 2019 : Dario Argento, Soupirs dans un corridor lointain de Jean-Baptiste Thoret (documentaire) : lui-même
- 2020 : Alida de Mimmo Verdesca (it) (documentaire)
- 2021 : Vortex de Gaspar Noé : le père[321]

## Théâtre

### Mise en scène
- 2013 : Macbeth de William Shakespeare
- 2015 : Lucia di Lammermoor de Gaetano Donizetti
- 2017 : Salomé d'Oscar Wilde

## Discographie
- 1977 : Suspiria
- 1978 : Zombie (en)

## Jeu vidéo

### Doublage
- 2006 : Dead Space : Dr Terrence Kyne

## Publications
- Les Frissons de l'angoisse : scénario du film / de Dario Argento, L'Avant-scène cinéma no 560, juillet 2007  (ISBN 978-2-84725-055-8)
- Peur : autobiographie / Dario Argento ; traduit de l'italien par Bianca Concolino Mancini et Paul Abram. Pertuis : Rouge profond, coll. "Raccords", février 2018, 350 p.  (ISBN 979-10-97309-05-3)

- Horror / Dario Argento ; traduit de l'italien par Bianca Concolino Mancini et Paul Abram. Pertuis : Rouge profond, juin 2019, 189 p.

### Études sur Dario Argento
En français
- Gérard Noël, Dario Argento : le montreur d'ombres, Cahors, Horror pictures, 1988, 31 p. (ISBN 2-9502269-2-2)
- Gérard Noël, Dario Argento : acte 2. Cahors : G. Noël, 1988, 31 p. (Horror pictures)  (ISBN 2-9502269-3-0)
- Jean-Baptiste Thoret, Dario Argento, magicien de la peur, Paris, Cahiers du cinéma, 2002, 160 p. (ISBN 2-86642-345-3)
- Jean-Baptiste Thoret, Les Frissons de l'Angoisse - Livret d'analyse, Wild Side Films, Paris, 2004
- Bernard Joisten, Crime designer : Dario Argento et le cinéma. Maisons-Alfort : Ère ; Paris : diff. Belles lettres, 2007, 154 p.  (ISBN 978-2-915453-33-1)
- Vivien Villani, Dario Argento : toutes les facettes de la créativité du "Maître de l'horreur". Rome : Gremese, 2008, 127 p. (Grands cinéastes de notre temps)  (ISBN 978-88-7301-617-5)
- Julien Astorino, Voyage au cœur des Ténèbres. Nancy : Wotan Editions, 2014, 192 p.  (ISBN 9781326061678)
- Tristan Grünberg, « Méduse au miroir. Fascination esthétique et regards meurtriers dans le cinéma de Dario Argento », dans Les œuvres d'art dans le cinéma de fiction, Presses universitaires de Rennes, 2014 (ISBN 9782753561540), p. 133-147
- Thibault Loucheux, Dario Argento : le règne animal, Nîmes, Lacour-Ollé, 2015, 105 p. (ISBN 978-2-7504-4096-1)
- Pierre Jailloux, « Dario Argento : opératique et exaspération de l'opéra », dans Opéra et Cinéma, Presses universitaires de Rennes, 2017, 494 p. (ISBN 9782753552050), p. 273-282
- Dario Argento, La Septième Obsession, hors-série no 1, juin 2019, 130 p.
- Guy Astic, Frédéric Astruc, Cécile Carayol... [et al.], Quand soupirent les mystères : le cinéma de Dario Argento, Pertuis , Rouge profond, 2021, 200 p. (Raccords)  (ISBN 979-10-97309-25-1)
- Jean-Michel Durafour, « Argentula », dans Quand soupirent les mystères. Le cinema de Dario Argento, Rouge Profond, 2021 (ISBN 979-10-97309-25-1, lire en ligne).

En italien
- (it) Fabio Giovanni, Dario Argento: il brivido, il sangue, il thrilling, Edizioni Dedalo, 1986 (ISBN 9788822045164, lire en ligne)
- (it) Roberto Pugliese, Dario Argento, vol. 126, Editrice Il Castoro, coll. « Il Castoro Cinema », 1996 (ISBN 88-8033-070-5)
- (it) Antonio Tentori, Dario Argento : sensualità dell'omicidio, Alessandria : Edizioni Falsopiano, 1997 (ISBN 88-87011-09-5), p. 196
- (it) Daniele Costantini et Francesco Dal Bosco, Nuovo cinema Inferno. L'opera di Dario Argento, Pratiche Editrice, 1997 (ISBN 9788873804109)
- (it) Fabio Maiello, Confessioni di un maestro dell'horror, Alacrán, 2007 (ISBN 9788889603758, lire en ligne)
- (it) Vito Zagarrio, Argento vivo. Il cinema di Dario Argento tra genere e autorialità, Marsilio Editori, 2009
- (it) Roberto Lasagna et Lino Molinario, I film di Dario Argento, Edizioni Falsopiano, 2009
- (it) Simone Dubrovic, « La solitudine visionaria di Dario Argento », dans D. De Pau-S. Dubrovic, Zoom d'oltreoceano - Istantanee sui registi italiani e sull'Italia, Manziana (Rome), Vecchiarelli Editore, 2010 (ISBN 978-88-8247-271-9), p. 79–92
- (it) Antonio Tentori, Tutto Dario Argento dalla A alla Z, Profondo Rosso, 2013 (EAN 9788895294902)
- (it) Marco Peano, Paura, Giulio Einaudi Editore, 2014
- (it) Luigi Cozzi, Profondo Argento. Il cinema e la televisione di Dario Argento, Profondo Rosso, 2014 (EAN 9788898896219)
- (it) Giovanni Aloisio et Alberto Pallotta, Universo Dario Argento, Ultra, 2017 (ISBN 8867765310)
- (it) Dario Argento, Paura, Einaudi, 2014 (ISBN 9788806218256, lire en ligne)
- (it) Katia Amadio, La paura, la vittima, il colpevole, Teomedia, 2019 (ISBN 9788897692935, lire en ligne)

En anglais
- (en) Ken Gelder, The Horror Reader, Routledge, 2000 (ISBN 9780415213561, lire en ligne)
- (en) Chris Gallant, Art of Darkness: The Cinema of Dario Argento, FAB, 2000 (ISBN 9781903254073, lire en ligne)
- (en) Alan Jones, Profondo Argento: The Man, the Myths and the Magic, FAB, 2004 (ISBN 9781903254240, lire en ligne)
- (en) James Gracey, Dario Argento, Oldcastle Books, 2010 (ISBN 9781842433973, lire en ligne)
- (en) L. Andrew Cooper, Contemporary Film Directors: Dario Argento, University of Illinois, 2012 (ISBN 9780252094385, lire en ligne).
- (en) Roberto Curti, Italian Gothic Horror Films, 1957-1969, McFarland, 2015 (ISBN 9780786494378, lire en ligne).
- (en) Troy Howarth, So Deadly, So Perverse: 50 Years of Italian Giallo Films, Midnight Marquee, 2015 (ISBN 9781936168507, lire en ligne).
- (en) Steven Schneider, 1001 Movies You Must See Before You Die, 7th Edition, Barron's Educational Series, 2017 (ISBN 9781438065212, lire en ligne).
- (en) Keith McDonald, Contemporary Gothic and Horror Film: Transnational Perspectives, Anthem Press, 2021 (ISBN 9781785277757, lire en ligne).

En allemand
- (de) Interview de Thomas Gaschler, Eckhard Vollmar (Hrsg.): Dark Stars. Belleville, München 1992  (ISBN 3-923646-50-X).
- (de) Marcus Stiglegger, Michael Flintrop (Hrsg.): Dario Argento. Anatomie der Angst, Berlin 2013  (ISBN 978-3-86505-319-0).
- (de) Johannes Binotto, Tat/Ort. Das Unheimliche und sein Raum in der Kultur, Berlin 2013, S. 247–280  (ISBN 978-3-03734-416-3).
- (de) Robert Zion, Der verletzliche Blick – Regie: Dario Argento, Norderstedt 2017  (ISBN 978-3-7431-9498-4).
- (de) Kai Naumann, Der gefesselte Zuschauer. Blickdramaturgien im Kino Dario Argentos, Berlin 2018  (ISBN 978-3-643-14078-4).

### Films sur Dario Argento
- 1985 : Le Monde de l'horreur (Il mondo dell'orrore di Dario Argento) de Michele Soavi
- 2000 : Dario Argento : An Eye for Horror de Leon Ferguson
- 2019 : Dario Argento, Soupirs dans un corridor lointain de Jean-Baptiste Thoret
- 2023 : Dario Argento Panico de Simone Scafidi